# خورشید
خورشید تنها ستارهٔ سامانهٔ خورشیدی است و در مرکز آن جای دارد. خورشید یک کُرهٔ کامل است که از پلاسمای داغ ساخته شده است و در میانهٔ آن میدان مغناطیسی برقرار است. این ستاره که قطری نزدیک به ۱٬۳۹۲٬۰۰۰ کیلومتر دارد، سرچشمهٔ اصلی نور، انرژی، گرما و زندگی بر روی زمین است. خورشید نخستین جسم در منظومهٔ شمسی بر پایهٔ جرم و حجم می‌باشد. قطر خورشید نزدیک به ۱۰۹ برابر قطر زمین و جرم آن ۳۳۰ هزار برابر جرم زمین برابر با ۲‎×۱۰۳۰ کیلوگرم است. این مقدار ۹۹٫۸۶٪ کل جرم سامانه خورشیدی است، همچنین حجم خورشید ۱٫۳میلیون برابر زمین است یعنی برای تشکیل حجم خورشید به ۱٫۳میلیون کره زمین لازم دارید.
انفجار نهایی یک ستارهٔ سنگین را ابرنواختر می‌نامند، ولی خورشید هیچ‌گاه چنین انفجاری را تجربه نخواهد کرد؛ زیرا کمترین جرم مورد نیاز برای رخداد یک ابرنواختر، هشت برابر جرم خورشید است. از نظر شیمیایی حدود ٪۷۵ جرم خورشید را هیدروژن و باقی‌ماندهٔ آن را بیشتر هلیم می‌سازد. پس از هیدروژن و هلیم، دیگر عنصرهای سازندهٔ خورشید عبارتند از: اکسیژن، کربن، نئون و آهن و غیره، این عنصرها سازندهٔ ۱٫۶۹٪ از جرم خورشید هستند که این مقدار خود ۵٬۶۲۸ برابر جرم زمین است.
خورشید در رده‌بندی ستارگان بر پایهٔ رده‌بندی طیفی، در دستهٔ G2V جای دارد و به‌صورت غیررسمی با نام کوتولهٔ زرد-نارنجی از آن یاد می‌شود. چون پرتوهای پیدای خورشید در طیف زرد-سبز شدیدتر است، (هر چند که رنگ آن از سطح زمین، سفید دیده شود) ولی وجود پراکندگی نور آبی در جو، علت زرد دیده‌شدن آن است (پراکندگی رایلی). همچنین در برچسب رده‌بندی طیفی، G2، گفته شده که دمای سطح خورشید نزدیک به ۵٬۷۷۸ کلوین (۵٬۵۰۵ سانتی‌گراد) است و در V گفته شده است که خورشید مانند بیشتر ستارگان، یک ستارهٔ رشتهٔ اصلی است و در نتیجه انرژی خود را از راه فرایند همجوشی هسته‌ای هسته اتمهیدروژن به هلیم فراهم می‌کند و در هر ثانیه، در هستهٔ خود، ۶۲۰ میلیون تُن هیدروژن را دچار همجوشی می‌کند. در دوره‌ای کیهان‌شناسان می‌گفتند که خورشید نسبت به دیگر ستارگان، ستاره‌ای کوچک و ناچیز است، ولی امروزه بر این باورند که خورشید از ۸۵٪ ستارگان کهکشان راه شیری درخشان‌تر است. چون بیشتر آن‌ها کوتولهٔ سرخ هستند. بزرگی قدر مطلق خورشید ۴٫۸۳+ است. البته چون خورشید نزدیک‌ترین ستاره به زمین است، به همین دلیل، خورشید درخشان‌ترین جرم در آسمان دانسته می‌شود و قدر ظاهری آن ۲۶٫۷۴- است. تاج خورشیدی پیوسته در حال پراکندن بادهای خورشیدی در فضا است. این بادها، جریان‌هایی از ذره‌های باردارند که تا فاصله‌ای نزدیک به ۱۰۰ واحد نجومی توان دارند. حباب‌های ساخته‌شده در محیط میان‌ستاره‌ای که در اثر بادهای خورشیدی ساخته شده‌اند، بزرگ‌ترین سازهٔ پیوستهٔ پدیدآمده در سامانهٔ خورشیدی‌اند.
هم‌اکنون خورشید در حال سفر از میان ابر میان‌ستاره‌ای محلی در ناحیهٔ حباب محلی در لبهٔ بازوی شکارچی از کهکشان راه شیری است. از میان ۵۰ ستاره‌ای که تا شعاع ۱۷ سال نوری، در همسایگی زمین قرار دارند، (نزدیک‌ترین آن‌ها یک کوتولهٔ سرخ به نام پروکسیما قنطورس است که ۴٫۲ سال نوری فاصله دارد.) از دیدگاه جرم، خورشید رتبهٔ چهارم را در میان آن‌ها دارد. اگر از قطب شمالی کهکشان نگاه کنیم، خورشید به صورت ساعت‌گرد به گرداگرد مرکز کهکشانی راه شیری در گردش است و از آن نقطه نزدیک به ۲۴٬۰۰۰ تا ۲۶٬۰۰۰ سال نوری فاصله دارد، انتظار می‌رود که این گردش ۲۲۵ تا ۲۵۰ میلیون سال دیگر به پایان برساند و دور خود را کامل کند. از آنجایی که کهکشان ما نسبت به تابش زمینهٔ کیهانی (CMB) در راستای صورت فلکی مار باریک با سرعت ۵۵۰ کیلومتر بر ثانیه در حرکت است، در نتیجه سرعت به‌دست آمده برای خورشید نسبت به CMB در راستای صورت‌های فلکی پیاله یا شیر، ۳۷۰ کیلومتر بر ثانیه می‌شود.

فاصلهٔ متوسط خورشید از زمین نزدیک به ۱۴۹٫۶ میلیون کیلومتر است (یک واحد نجومی). البته این فاصله در هنگامه‌های گوناگون حرکت زمین به گرد خورشید (در نقطه‌های اوج و حضیض) در ماه‌های ژانویه تا ژوئیه فرق می‌کند. در این فاصلهٔ میانگین، نور پس از ۸ دقیقه و ۱۹ ثانیه از خورشید تا زمین سفر می‌کند. می‌توان گفت انرژی آمده از نور سفید خورشید، باعث ادامهٔ فرایند نورساخت، به وجود آمدن اقلیم و آب‌وهوای زمین و در نتیجه، فراهم‌کنندهٔ زندگی برای همهٔ جانداران روی زمین است. نقش برجستهٔ خورشید بر وضعیت زمین از سال‌های دور، از دوران پیشاتاریخ برای انسان شناخته شده بود، به همین دلیل بسیاری از فرهنگ‌ها به عنوان یک خدا به خورشید نگاه می‌کرده‌اند. پیشرفت دانش از چیستی خورشید با کندی بسیار همراه بوده است، تا آنکه در سدهٔ ۱۹ میلادی آگاهی اندکی از مواد سازندهٔ خورشید و منبع انرژی آن به‌دست آمد. تلاش برای آگاهی بیشتر از خورشید همچنان ادامه دارد، زیرا همچنان شماری از پدیده‌ها و رفتارهای بدون توضیح علمی در خورشید دیده می‌شود. 

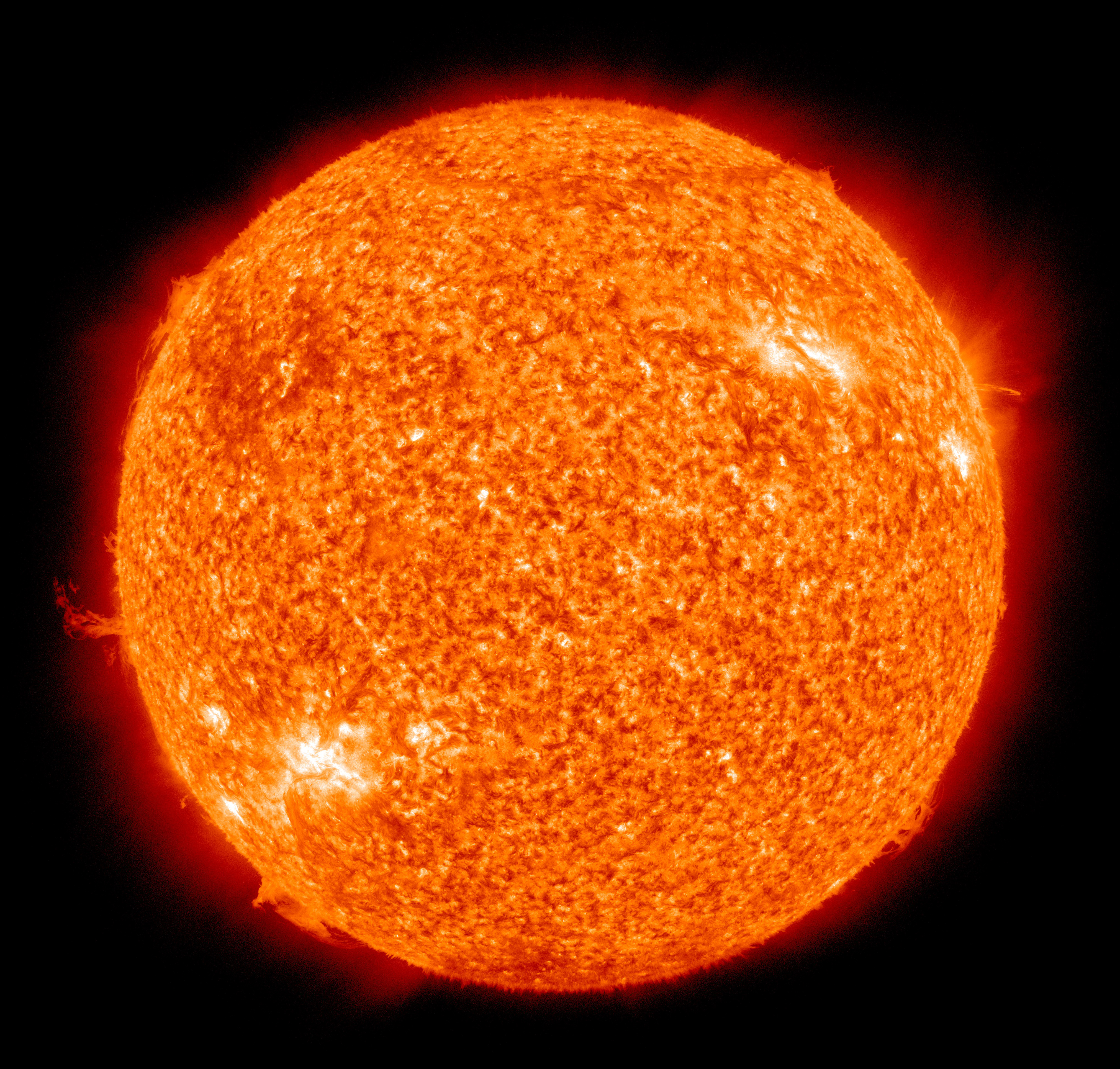
این تصویر در نور فرابنفش شدید گرفته شده است. به همین دلیل جزئیات سطح خورشید که با چشم غیر مسلح قابل مشاهده نیستند به خوبی در این تصویر مشخص شده‌اند. این رنگ‌ها رنگ‌های واقعی خود خورشید نیستند، از رنگ‌های مصنوعی در این‌جا استفاده شده است.

## واژه‌شناسی
خورشید در فارسی در گذشته با نام‌های دیگری چون خور، هور، مهر، روز خوانده می‌شد. خورشید در فارسی نوین از xvar-xšed از فارسی میانه که ایزدی است که در یشت ششم اوستا در مورد او نوشته آمده وی ایزدی است که جهان را از آلودگی دور می‌دارد. در اوستا hvarr-, xvan ,ta hvarә-xšaē آمده است. واژه خورشید دارای دو جزء است جزء نخست xvar-, hvar که با سنسکریت svar «خورشید» سنجنده می‌شود. جزء دوم برگرفته از اوستایی xšaita- «درخشان» است که در نام جمشید (پادشاه دوران طلایی در اسطوره‌های ایرانی و نیز نخستین شاه در برخی روایت‌ها) آمده و برگرفته از صورت اوستایی yama-xšaita به معنی «جم درخشان» است.
در زبان انگلیسی واژهٔ Sun برای خورشید از واژهٔ sunne در انگلیسی باستان گرفته شده است (نزدیک به سال ۷۲۵ در بئوولف). گمان آن می‌رود که این واژه با واژهٔ south به معنی جنوب ارتباط داشته باشد. واژه‌های هم ریشه با Sun در زبان‌های دیگر، مانند زبان‌های ژرمنی و فریسی باستان به صورت sunne و sonne در ساکسونی باستان به صورت sunna، در هلندی میانه به صورت sonne، در هلندی امروزی به صورت zon در آلمانی Sonne، در نروژی باستان sunna و در زبان گوتیک sunnō است تمام عبارت‌های آلمانی برای Sun از sunnōn در نیازبان‌های ژرمنی آمده است.
در هنگامهٔ پیش از مسیحیت اقوام ژرمن به خورشید شخصیت داده می‌شد و به عنوان خدا پرستش می‌شد نام آن در آن هنگامه Sól یا Sunna (به معنی خورشید در نروژی باستان) بود. پژوهشگران گمان می‌کنند که خورشید، ایزدبانوی ژرمنی ریشه‌ای هندو-اروپایی در خورشیدخدایی کهن تر در زبان‌های هندواروپایی دارد و میان واژهٔ Sól در نروژی باستان، سوریا در زبان سانسکریت، Sulis در زبان گالیش، Saulė در لیتوانیایی و Solnitse در زبان‌های اسلاوی ارتباط است.
واژهٔ Sunday یا روز یکشنبه در انگلیسی امروزی، ریشه در انگلیسی باستان دارد (Sunnandæg به معنی «روز خورشید» پیش از سال ۷۰۰) و این به دلیل ترجمهٔ ژرمنی از عبارت لاتین dies solis است، خود این عبارت لاتین هم ترجمهٔ عبارت یونانی heméra helíou است.
در زبان لاتین واژهٔ Sol برای اشاره به ستاره به کار می‌رود این واژه به صورت اسم در انگلیسی کاربرد ندارد اما صفت آن solar بسیار پرکاربرد است. واژهٔ Sol برای اشاره به زمان خورشیدی در دیگر سیاره‌ها مانند بهرام کاربرد دارد. یک روز خورشیدی در زمین، میانگین ۲۴ ساعت است در حالی که روی بهرام ۲۴ ساعت و ۳۹ دقیقه و ۳۵٫۲۴۴ ثانیه است.

## ویژگی‌ها

نمای کلی از ساختار درونی خورشید: ۱. هسته ۲. ناحیهٔ تابشی ۳. ناحیهٔ همرفتی ۴. شیدسپهر ۵. فام‌سپهر ۶. تاج ۷. لکه خورشیدی ۸. جودانه ۹. زبانه

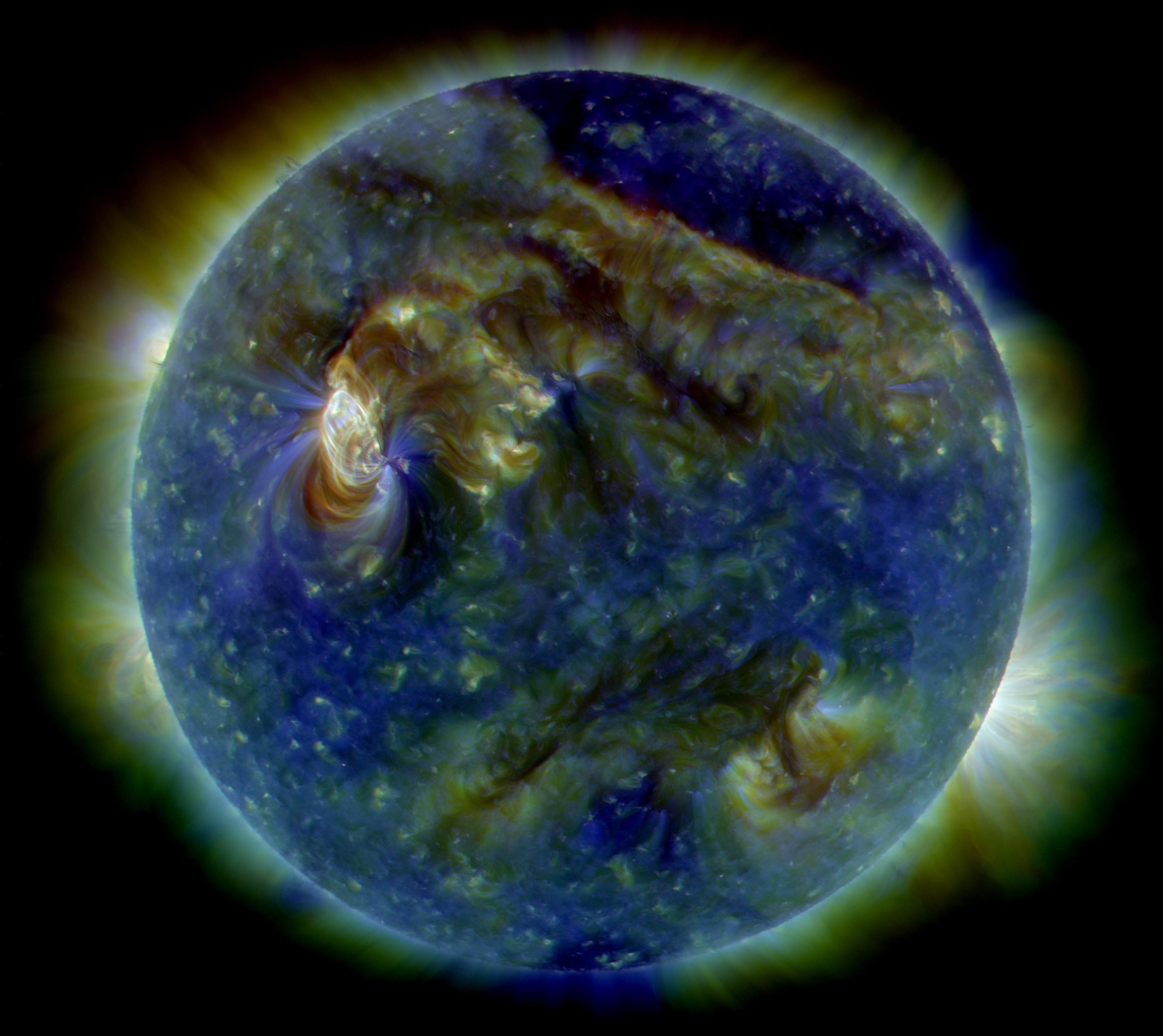
این یک نگاره با رنگ‌بندی فرابنفش از خورشید است. آنچه در این نگاره دیده می‌شود: زبانه‌های روشن پیرامون خورشید از ردهٔ C3 (ناحیهٔ سفید در بالا دست چپ)، آبتاز خورشیدی (سازه‌های موجی شکل در بالا دست راست) و چندین رگهٔ پلاسمایی که در ادامهٔ میدان مغناطیسی از سطح خورشید برخاسته‌اند.

خورشید ستاره‌ای از گونهٔ کوتولهٔ زرد است که ۹۹٫۸۶٪ از مجموع جرم سامانهٔ خورشیدی را از آن خود کرده است. هندسهٔ خورشید به یک کرهٔ کامل بسیار نزدیک است. پَخی بسیار کوچکی برابر با ۹×۱۰-۶ در هندسهٔ آن وجود دارد در نتیجه میان قطر خورشید در دو سوی قطب‌ها نسبت به قطر آن در مدار استوایی ۱۰ کیلومتر اختلاف وجود دارد. از آنجایی که خورشید جامد نیست و از پلاسما ساخته شده است، در مدار استوایی نسبت به دو قطب، تندتر می‌شود. این رفتار که گردش اختلافی نام دارد، به دلیل وجود پدیدهٔ همرفت در خورشید و جابجایی ماده در اثر اختلاف دما است. آنچنان که از قطب شمال دائرةالبروج دیده می‌شود، این جرم به بخشی از جرم خورشید تکانهٔ زاویه‌ای پادساعت‌گرد می‌دهد در نتیجه در سراسر خورشید یک سرعت زاویه را توزیع می‌کند. دورهٔ این گردش واقعی نزدیک به ۲۵٫۶ روز در مدار استوایی و ۳۳٫۵ روز در دو قطب است. از آنجایی که جایگاه زمین نسبت به خورشید همیشه در حال دگرگونی است و همیشه یک نقطه از زمین بهترین دید را نسبت به خورشید ندارد، گویا گردش این ستاره در مدار استوایی اش نزدیک به ۲۸ روز است. اثر جانب مرکز (گریز از مرکز) این گردش آرام، ۱۸ میلیون بار ضعیف تر از جاذبهٔ سطح خورشید در مدار استوایی آن است. اثر کشند سیاره‌ها هم بسیار ضعیف است و نمی‌تواند تأثیر آشکاری بر شکل ظاهری خورشید بگذارد.
خورشید ستاره‌ای با جمعیت (۱) است به عبارت دیگر ستاره‌ای سرشار از عنصرهای سنگین است. گمان آن می‌رود که آغاز پدیداری خورشید به موج‌های شوک تابیده شده از یک یا چند ابرنواختر آن همسایگی بازگردد. این تصور به دلیل انباشتگی عنصرهای سنگین مانند طلا و اورانیم در سامانهٔ خورشیدی نسبت به کمبود آن‌ها در ستاره‌های با جمعیت نوع (۲) یا فقیر در عنصرهای سنگین، پدید آمده است. پذیرفتنی است اگر بگوییم این عنصرها در اثر انرژی بسیار بالای پدید آمده هنگام واکنش‌های هسته‌ای ابرنواختر یا هنگام جذب نوترون و تبدیل یک عنصر به عنصر دیگر درون یک ستارهٔ نسل دومی بزرگ به وجود آمده است.
خورشید مانند یک سیارهٔ خاکی دارای مرز روشنی نیست. تنها در لایه‌های بیرونی، چگالی گازها به صورت نمایی با افزایش فاصله از مرکز خورشید کاهش می‌یابد. شعاع خورشید برابر است با فاصلهٔ مرکز خورشید تا لبهٔ شیدسپهر. این لایه، بیرونی‌ترین لایه‌ای است که پس از آن گازها یا بسیار سرد اند یا لایه‌ای بسیار نازک را می‌سازند که نمی‌توانند به اندازهٔ درخور توجه نور تولید کنند. در نتیجه لایهٔ آخر لایه‌ای است که چشم غیرمسلح بتواند به خوبی آن را ببیند.

### هسته
نوشتار اصلی: هستهٔ خورشیدی
از مرکز خورشید تا فاصله‌ای نزدیک به ۲۰ تا ۲۵ درصد شعاع خورشید به عنوان هستهٔ خورشید در نظر گرفته شده است. و چگالی آن ۱۵۰g/cm۳ نزدیک به ۱۵۰ برابر چگالی آب، برآورد شده است. و دمای آن هم نزدیک به ۱۵٫۷ میلیون کلوین به‌دست آمده است. در مقابل دمای سطح خورشید نزدیک به ۵٬۸۰۰ کلوین است. تازه‌ترین پژوهش‌ها نشان داده است که گردش هستهٔ خورشید به دور خودش از دیگر جاهای شعاعی آن تندتر است. در بیشتر عمر خورشید، همجوشی هسته‌ای از راه زنجیره گام‌های p-p (پروتون-پروتون) و در نتیجه دگرگونی هیدروژن به هلیوم فراهم‌کنندهٔ انرژی خورشید بوده است. تنها ۰٫۸٪ از انرژی پدید آمده در خورشید وارد چرخهٔ سی‌ان‌او می‌شود.

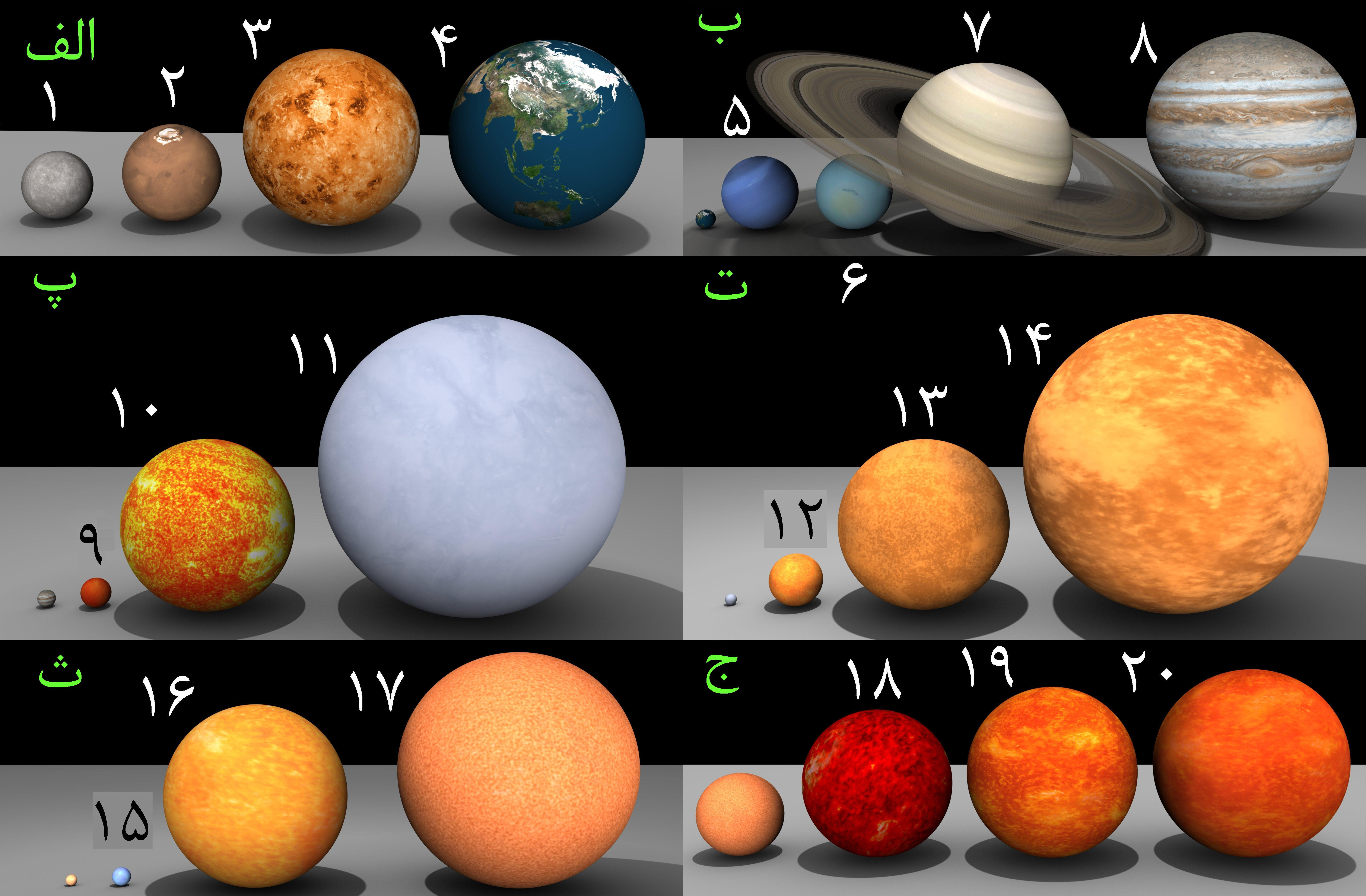
هم‌سنجی سیاره‌های سامانه خورشیدی با تعدادی از ستاره‌های مشهور: الف: زمین (۴) > ناهید (۳) > مریخ (۲) > تیر (۱) ب: مشتری (۸) > زحل (۷) > اورانوس(۶) > نپتون (۵) > زمین (بدون شماره) پ: شباهنگ (۱۱) > خورشید (۱۰) > ولف ۳۵۹ (۹) > مشتری (بدون شماره) ت: دبران (۱۴) > نگهبان شمال (۱۳) > رأس پیکر پسین (۱۲) > شباهنگ (بدون شماره) ث: ابط‌الجوزا (۱۷) >قلب عقرب (۱۶) > پای شکارچی (۱۵) > دبران (بدون شماره) ج: وی‌وای سگ بزرگ (۲۰) >وی‌وی قیفاووس (۱۹) > مو قیفاووس (۱۸) > ابط‌الجوزا (بدون شماره)

هسته تنها ناحیه در خورشید است که بخش بزرگی از انرژی گرمایی آن را از راه همجوشی هسته‌ای فراهم می‌کند. به این ترتیب در ناحیه‌ای درونی از مرکز تا ۲۴٪ شعاع، کارمایهٔ ۹۹٪ خورشید فراهم می‌شود و تا ۳۰٪ از شعاع، فرایند همجوشی هسته‌ای به تمامی می‌ایستد و دیگر ادامه نمی‌یابد. دیگر جاهای ستاره از راه جابجایی انرژی از مرکز به لایه‌های بیرونی گرم می‌شود. کارمایهٔ پدید آمده در هسته پس از گذر از لایه‌های پی در پی وارد شیدسپهر می‌شود و از آنجا به صورت نور یا انرژی جنبشی ذرات به فضا می‌گریزد.
در هستهٔ خورشید در هر ثانیه، زنجیرهٔ پروتون-پروتون ۹٫۲×۱۰۳۷ بار روی می‌دهد. از آنجایی که در این فرایند چهار پروتون آزاد (هستهٔ هیدروژن) هم‌زمان درگیر است پس در هر ثانیه ۳٫۷×۱۰۳۸ پروتون به ذرهٔ آلفا (هستهٔ هلیوم) دگرگون می‌شود به زبان دیگر ۶٫۲×۱۰۱۱ کیلو در ثانیه. در مجموع می‌توان گفت در سراسر خورشید نزدیک به ۸٫۹×۱۰۵۶ پروتون آزاد دگرگون می‌شود. می‌دانیم که در هر همجوشی و دگرگونی هیدروژن به هلیوم نزدیک به ۰٫۷٪ از حرم به انرژی دگرگون می‌شود. پس خورشید در هر ثانیه ۴٫۲۶ میلیون تن جرم را در دگرگونی ماده-انرژی درگیر می‌کند. یا می‌توان گفت ۳۸۴٫۶ یوتا وات (۳٫۸۴۶×۱۰۲۶) یا ۹٫۱۹۲×۱۰۱۰ مگاتن TNT در هر ثانیه. این مقدار جرم از میان نمی‌رود بلکه بر پایهٔ هم‌ارزی جرم و انرژی به صورت انرژی تابشی در می‌آید.

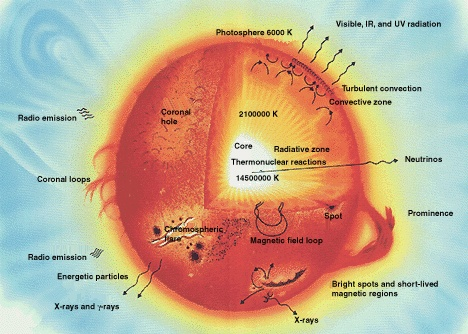
مقطع عرضی یک ستاره مانند خورشید (ناسا)

توان تولید انرژی در هسته با کمک همجوشی، بسته به فاصله از مرکز خورشید تفاوت می‌کند. برپایهٔ شبیه‌سازی‌ها چنین برآورد شده که توان در مرکز خورشید ۲۷۶٫۵ watts/m۳ است. چگالی توان تولیدی خورشید بیشتر نزدیک به سوخت و ساز بدن یک خزنده است تا یک بمب اتم. قلّهٔ توان تولیدی خورشید با انرژی گرمایی تولید شده در یک فرایند فعال کمپوست مقایسه می‌شود. انرژی بسیار بالای بیرون آمده از خورشید نه به این دلیل که خورشید در یکای حجم توان بسیار بالایی تولید می‌کند بلکه به این دلیل است که حجم بسیار بزرگی دارد.
نرخ فرایند همجوشی هسته که در هستهٔ خورشید رخ می‌دهد در تعادل بسیار ظریفی است که پیوسته خود را اصلاح می‌کند تا در تعادل بماند: اگر میزان همجوشی اندکی بیش از اندازه‌ای باشد که اکنون است، آنگاه هسته به شدت گرم می‌شود، در برابر نیروی وزن لایه‌های بیرونی از هر سو گسترش می‌یابد، با این کار نرخ همجوشی کاهش می‌یابد و آشفتگی اصلاح می‌شود. اگر همجوشی اندکی کمتر از مقدار همیشگی آن باشد، هسته سرد و دچار جمع شدگی می‌شود، با این کار نرخ همجوشی افزایش می‌یابد و به تعادل بازمی‌گردد.
پرتوهای گامای (فوتون‌های بسیار پرانرژی) آزاد شده از واکنش همجوشی پس از چند میلی‌متر پلاسمای خورشیدی جذب می‌شوند و دوباره با اندکی انرژی کمتر در جهت‌های تصادفی تابیده می‌شوند؛ بنابراین برای یک فوتون زمان بسیار زیادی می‌کشد تا به سطح خورشید برسد. برآوردها نشان می‌دهد که برای یک فوتون ۱۰٬۰۰۰ تا ۱۷۰٬۰۰۰ سال طول می‌کشد تا در خورشید جابجا شود. ما برای نوترینو تنها ۲٫۳ ثانیه زمان برده می‌شود تا به سطح خورشید برسد. نزدیک به ۲ درصد از انرژی کل تولیدی خورشید مربوط به این ذره است.
در پایان سفر از لایهٔ همرفتی بیرونی و رسیدن به سطح شفاف شیدسپهر، فوتون‌ها به صورت نور دیدنی در فضا تابیده می‌شوند. پیش از گریز از سطح خورشید، هر یک پرتوی گاما در هستهٔ خورشید به چندین میلیون فوتون نور دیدنی دگرگون می‌شود. در اثر واکنش‌های همجوشی در هسته ذره‌های دیگری به نام نوترینو هم آزاد می‌شوند. این ذره‌ها برخلاف فوتون‌ها کمتر با ماده وارد واکنش می‌شوند بنابراین تقریباً همهٔ آن‌ها می‌توانند بی‌درنگ از خورشید بگریزند. برای سالیان دراز شمار نوترینوهای آزاد شده از خورشید یا نوترینوهای شمرده شده با ابزارها یک-سوم شماری بود که نظریه‌های علمی پیش‌بینی می‌کرد. تا سال ۲۰۰۱ که دانشمندان دریافتند، دلیل این ناهماهنگی به ویژگی نوسان نوترینوها بازمی‌گردد: حقیقت این بود که شمار نوترینوهای تابیده شده از خورشید با شمار پیش‌بینی شده از سوی نظریه با هم برابر بوده‌اند اما ابزارهای شمارش تنها ۱⁄۳ آن‌ها را شمرده بودند و باقی‌مانده را از دست داده بودند و این به دلیل تغییر مزهٔ نوترینوها (به معنی: عدد کوانتومی ذرهٔ بنیادی) در هنگام تشخیص با ابزار بود.

### ناحیهٔ تابشی
نوشتار اصلی: ناحیهٔ تابشی
در ناحیهٔ نزدیک به ۰٫۷ شعاع خورشید یا پایین‌تر، مواد خورشیدی بسیار گرم و چگال اند آنقدر که بتوانند گرمای زیاد هسته را از راه تابش گرمایی به بیرون بتابانند. در این ناحیه رفتار همرفتی دیده نمی‌شود. با اینکه دمای ماده از ۷ میلیون کلوین به ۲ میلیون کلوین می‌رسد اما همچنان این مقدار کمتر از مقدار پیش‌بینی شده برای کاهش دما نسبت به افزایش ارتفاع است. پس این کاهش دما نمی‌تواند از راه همرفت صورت گیرد. در این بازه انرژی از راه تابش فوتون توسط یون‌های هیدروژن و هلیم روی می‌دهد؛ که البته این فوتون‌ها هم مسافت بسیار کوتاهی را پیش می‌روند و خیلی زود توسط یون‌های دیگر دوباره جذب می‌شوند. چگالی هم از ۰٫۲۵ چگالی خورشید تا بالای بازهٔ تابشی نزدیک به ۱۰۰ برابر افت می‌کند و از ۲۰ g/cm۳ به ۰٫۲ g/cm۳ می‌رسد.
میزان انرژی که خورشید در یک ثانیه تولید می‌کند برای تأمین برق جهان به مدت یک میلیون سال کافی است.
میان ناحیهٔ تابشی درونی و گردش اختلافی بیرونی ناحیهٔ همرفتی یک لایهٔ‌گذار به نام Tachocline پدید می‌آید، این ناحیه در یک سوم بیرونی شعاع خورشید جای دارد. در این ناحیه میان ناحیهٔ تابشی با گردش یکنواخت و گردش اختلافی در ناحیهٔ همرفتی یک شکاف بزرگ (دگرگونی ناگهانی در رفتار) پدید می‌آید. شرایطی که در آن لایه‌های افقی پی در پی بر روی یکدیگر لیز می‌خورند. جریان سیال در ناحیهٔ همرفتی در بالا، از بالا تا پایین لایه به آرامی کم می‌شود تا در پایین‌ترین نقطه ناپدید شود. تا به این ترتیب با ویژگی‌های آرام ناحیهٔ تابشی در پایین، هماهنگ شود. امروزه چنین گمان می‌شود که یک پویایی مغناطیسی در میانهٔ این لایه باعث پدید آمدن میدان مغناطیسی خورشید شده است.

### ناحیهٔ همرفتی
در لایهٔ بیرونی خورشید، یعنی از سطح آن تا عمق نزدیک به ۲۰۰٬۰۰۰ کیلومتری (یا ۷۰٪ شعاع خورشید) پلاسمای خورشید به اندازهٔ کافی چگال یا داغ نیست تا بتواند انرژی گرمایی لایه‌های درونی را از راه تابش به بیرون برساند. به عبارت دیگر به جای ناحیه‌ای تابنده، ناحیه‌ای مات است. در نتیجه انرژی گرمایی از راه همرفت و ستون‌های داغ جابجا می‌شود و به سطح خورشید می‌رسد. هنگامی که مواد در سطح خورشید کمی خنک می‌شود به عمق خورشید جایی که رفت و برگشت‌های همرفتی آغاز شده بود، فرو برده می‌شود تا دوباره از بالای ناحیهٔ تابشی گرما دریافت کند. در لایه‌ای از خورشید که با چشم می‌توان آن را دید، دما تا ۵٬۷۰۰ کلوین افت می‌کند و چگالی تنها 0.2 g/m۳ است (نزدیک به ۱/۶۰۰۰۰ چگالی هوا در سطح دریاها).
ستون‌های داغ همرفتی بر روی سطح خورشید جا می‌اندازند این ستون‌ها از دور به صورت جودانه یا یک سری نقطه دیده می‌شود. آشفتگی پدید آمده در اثر رفت و برگشت‌های همرفتی در بیرونی‌ترین لایهٔ بخش درونی خورشید، باعث ایجاد یک پویایی در «اندازهٔ کوچک» می‌شود که در نتیجهٔ آن یک شمال و جنوب مغناطیسی در سراسر سطح خورشید پدید می‌آید. ستون‌های داغ خورشید به شکل سلول‌های بنارد است در نتیجه هندسهٔ منشوری شش ضلعی به خود می‌گیرد.

### شیدسپهر

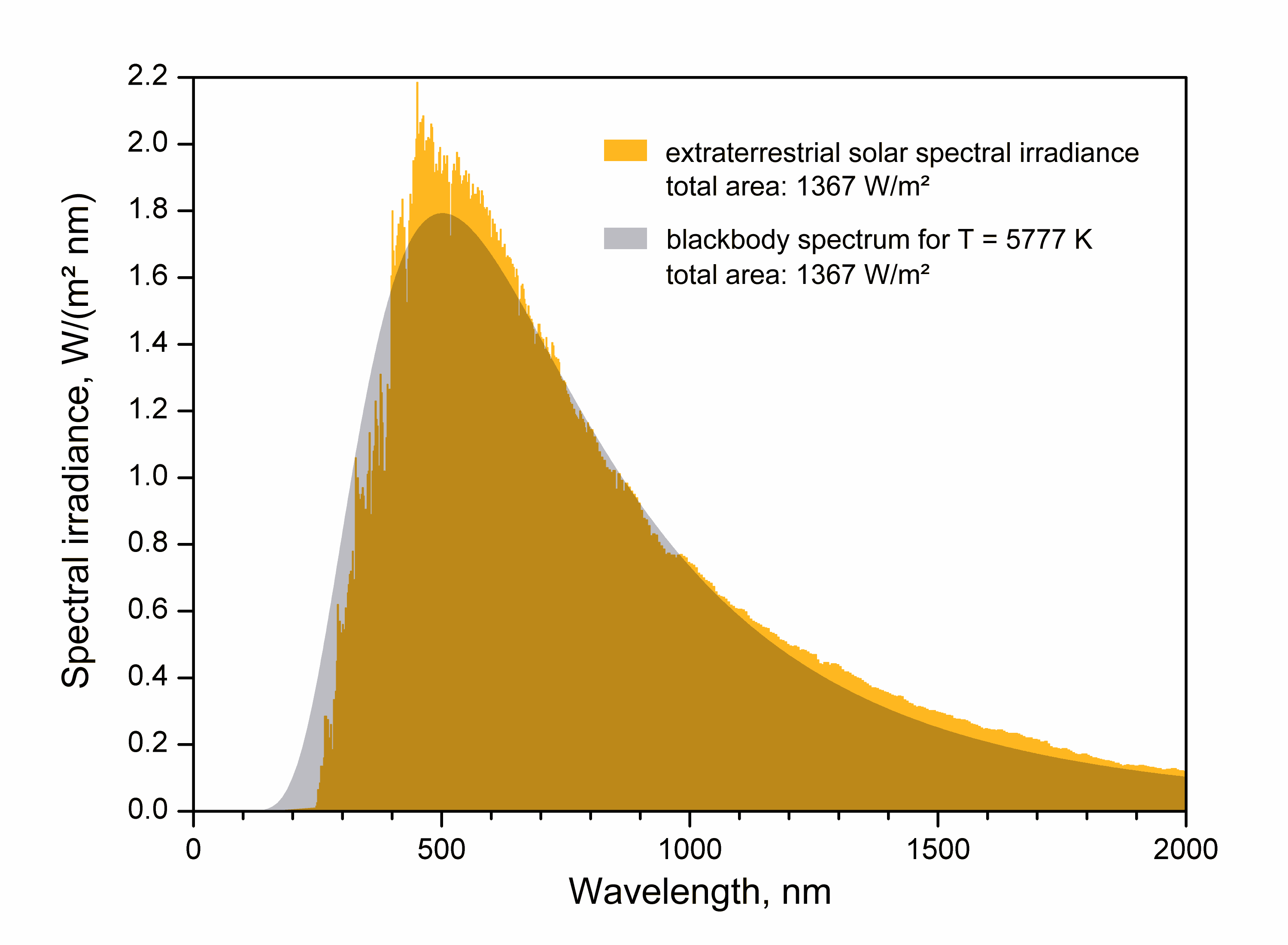
دمای مؤثر یا جسم سیاه خورشید (۵۷۷۷ کلوین) دمایی است که یک جسم سیاه هم اندازهٔ خورشید باید داشته باشد تا به اندازهٔ خورشید توان تولید داشته باشد.

سطح دیدنی خورشید یا شیدسپهر، لایه‌ای است که در زیر آن خورشید در برابر نور دیدنی، کدر می‌شود. بالای شیدسپهر، نور سفید خورشید است که آزادانه در فضا تابیده می‌شود و همهٔ انرژی اش را از خورشید بیرون می‌برد. تغییر اندازهٔ کدری خورشید به کاهش مقدار یون‌های H− بستگی دارد چون این یون است که نور مرئی را به آسانی جذب می‌کند. در مقابل نوری که ما می‌بینیم در اثر واکنش الکترون‌ها با اتم هیدروژن برای تولید یون H− تولید شده است. شیدسپهر ده‌ها تا صدها کیلومتر ضخامت دارد و گاهی کدری آن اندکی از هوای زمین هم کمتر می‌شود. چون بخش بالایی شیدسپهر از بخش‌های پایینی خنک تر است، در یک تصویر خورشید می‌بینیم که مرکز خورشید روشن‌تر از لبه‌های آن است. به این پدیده تیرگی مرکز-لبه می‌گویند. نور سفید خورشید یک ناحیهٔ طیفی مربوط به جسم سیاه دارد که نشان می‌دهد دمای آن نزدیک به ۶۰۰۰ کلوین است و البته همراه با آن خط‌های جذبی اتمی پراکنده دارد که به لایه‌های نازک روی شیدسپهر مربوط است. چگالی ذره‌ها در شیدسپهر نزدیک به ۱۰۲۳ m−۳ است. این مقدار ۰٫۳۷٪ شمار ذره‌ها در یکای حجم جو زمین در تراز دریاها است. ذره‌های شیدسپهر را الکترون‌ها و پروتون‌ها تشکیل می‌دهد که میانگین ذره‌های هوا ۵۸ برابر از آن سنگین تر است.
در آغاز طیف‌سنجی شیدسپهر، خط‌های جذبی پیدا شده بود که با هیچ‌یک از عنصرهای شیمیایی شناخته شده همخوانی نداشت. در ۱۸۶۸ نورمن لاکیر حدس زد که این خط‌های جذبی مربوط به یک عنصر تازه است. او این عنصر تازه را هلیم نامید، این نام، یادآور خورشیدخدای یونان، هلیوس بود. پس از ۲۵ سال، دانشمندان برای نخستین بار توانستند هلیم را در زمین درون ظرفی جمع‌آوری کنند و از دیگر عنصرها جدا کنند.

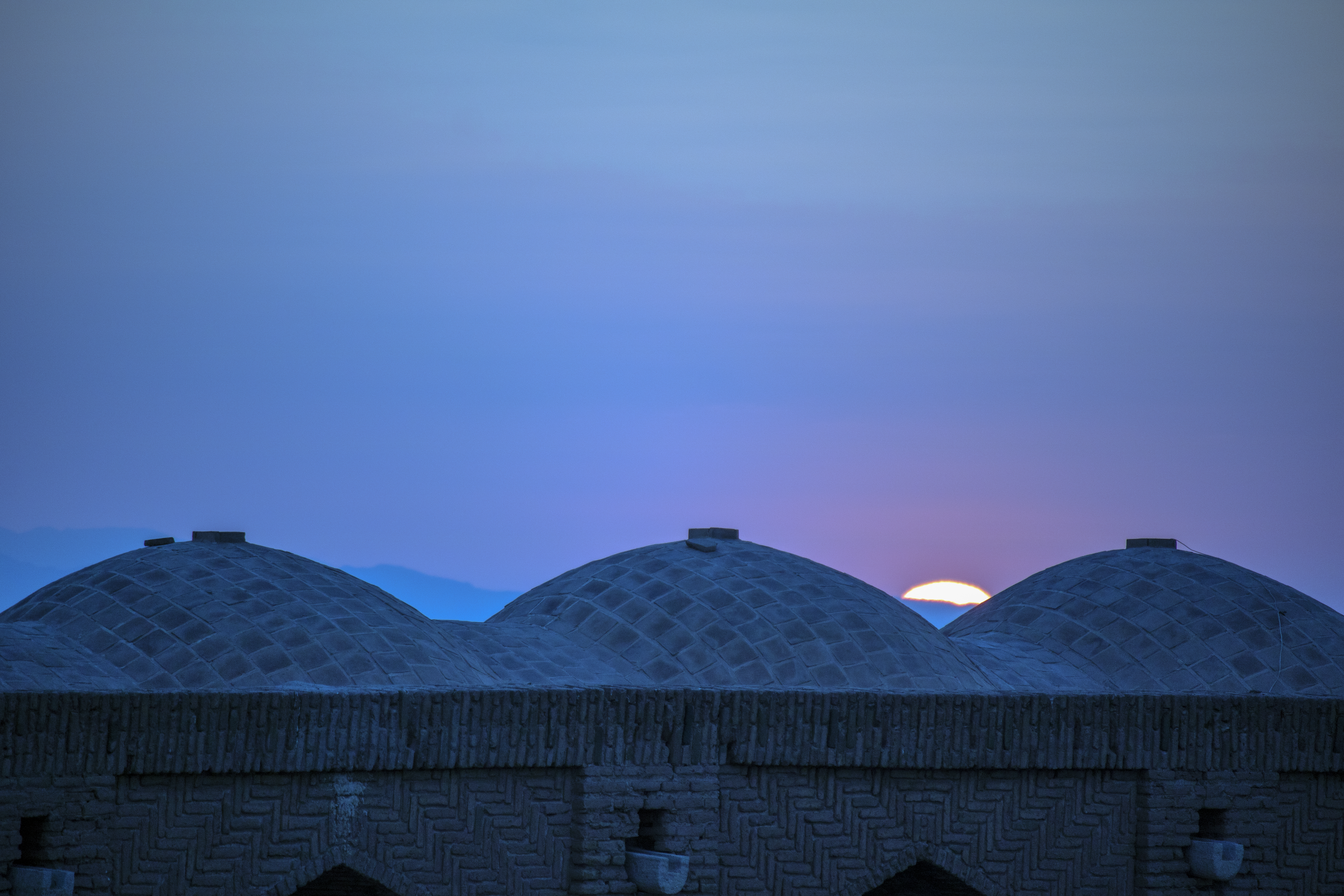
لحظات ابتدایی طلوع خورشید از بالای کاروانسرای دیر گچین

### جو خورشیدی
همچنین ببینید: تاج خورشیدی
از تمام خورشید فقط جو آن قابل مشاهده است ناحیه‌ای که از لحاظ فعالیت نیز غنی است پایه جو خورشیدی شید سپهر است لکه‌های خورشیدی بر روی شید سپهر ظاهر می‌شوند لایه خارجی بعدی رنگین سپهر
است تاج آخرین لایه جوی خورشید می‌باشد.
شید سپهر یک لایه نازک گاز که بیشترین عمقی که می‌توانیم آن را مشاهده کنیم و تابش قابل رویت از آن منتشر می‌شود وبر این سطح دانه‌های گذرا با عمر متوسط ۵ تا ده‌ها دقیقه را مشاهده می‌کنیم شکل‌گیری‌های روشن نامنظم که به وسیلهٔ رگه‌های تاریک احاطه شده‌اند این دانه دار شدن خورشیدی لایه بالایی ناحیه جا به جایی خورشید است لایه گازی به ضخامت حدود ۰/۲r زمینی که درست زیر پایه شید سپهر قرار می‌گیرد در این منطقه انرژی گرمایی توسط جا به جایی منتقل می‌شود توده‌های گرم

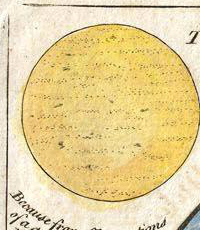
لکه‌های سطح خورشید در نقشه ساموئل دان

گاز (سلول‌های جا به جایی) بالا می‌روند و به صورت دانه‌های روشن ظاهر می‌شوند و انرژیشان را در شید سپهر تخلیه می‌کنند گازهای سرد تر پایین می‌آیند. طیف پیوستار سرار قرص خورشیدی یک دمای مؤثر _استفان بولتزمن_ 5800k را برای شید سپهر تعریف می‌کند از میان شید سپهر به سمت بیرون دما به شدت پایین می‌آید و سپس مجدداً در حوالی ۵۰۰km داخل رنگین سپهر شروع به بالا رفتن می‌کند تا این که به دماهای بسیاربالا درتاج می‌رسد. شید سپهر یک طیف پیوسته جسم سیاه گسیل می‌دارد لذا بایستی در طول موج‌های مرئی کدر باشد اما چگالی‌ها در اینجا بسیار کمتر از مقداری است که گاز برای کدر بودن و تولید تابش پیوسته جسم سیاه لازم دارد.

### میدان مغناطیسی

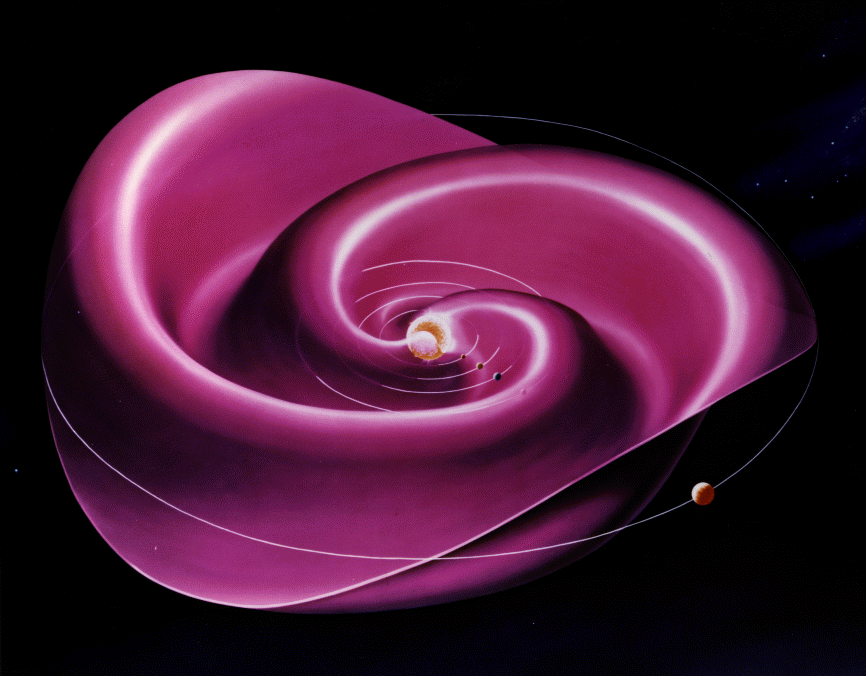
صفحهٔ جریان نورکره در بیرون خورشید هم گسترش یافته و بر سامانهٔ خورشیدی اثر می‌گذارد. این پدیده، نتیجهٔ تأثیر میدان مغناطیسی درحال گردش خورشید بر روی پلاسما در محیط میان‌سیاره‌ای است.

همچنین ببینید: میدان مغناطیسی ستاره‌ای
خورشید ستاره‌ای فعال از دیدگاه مغناطیسی است. یک میدان مغناطیسی توانا دارد که سال به سال اندکی سویش تغییر می‌کند تا اینکه هر یازده سال وارون می‌شود. میدان مغناطیسی خورشید دارای اثرهای بسیاری است که به مجموعهٔ آن‌ها فعالیت خورشیدی گفته می‌شود. از جملهٔ آن‌ها، لکه‌های خورشیدی بر سطح آن، شرارهٔ خورشیدی و دگرگونی‌ها در بادهای خورشیدی است که باعث جابجایی ماده درون سامانهٔ خورشید است. فعالیت‌های خورشید بر زمین هم اثر می‌گذارد. برای نمونه می‌توان به شفق قطبی که در ناحیه‌های نزدیک به قطب دیده می‌شود یا دیدن شکست یا خرابی در موج‌های رادیویی و توان الکتریکی اشاره کرد. گمان آن می‌رود که میدان مغناطیسی خورشید نقش مهمی در ساخت و کامل شدن سامانهٔ خورشیدی داشته باشد. همچنین این فعالیت‌های خورشیدی، ساختار بخش بیرونی هواکرهٔ زمین را هم تغییر می‌دهد.
به دلیل دمای بسیار بالای خورشید، تمام مادهٔ موجود در آن در حالت گازی و پلاسما است. این ویژگی به خورشید این توان را می‌دهد تا در مدار استوایی اش تندتر (نزدیک ۲۵ روز) از عرض‌های جغرافیایی بالاتر (نزدیک به ۳۵ روز در ناحیهٔ قطبی) بگرد خود بچرخد. گردش اختلافی خورشید در عرض‌های جغرافیایی گوناگون آن باعث می‌شود تا با گذر زمان خط‌های میدان مغناطیسی خورشید در هم پیچیده شود، حلقه‌های میدان مغناطیسی در سطح خورشید فوران کند و در نتیجه لکه و زبانهٔ خورشیدی پدید آید. در اثر همین پیچش است که پویایی خورشیدی و چرخهٔ یازده سالهٔ وارونه شدن میدان مغناطیسی خورشید پدیدار می‌شود.
میدان مغناطیسی خورشید بسیار فراتر از خود خورشید را هم دربر می‌گیرد. بادهای خورشیدی مغناطیسی پلاسمایی، میدان مغناطیسی خورشید را به بیرون از خورشید می‌برد، پدیده‌ای که امروزه به آن میدان مغناطیسی میان‌سیاره‌ای گفته می‌شود. پلاسما تنها می‌تواند در راستای خط‌های میدان مغناطیسی جابجا شود برای همین میدان مغناطیسی میان‌سیاره‌ای به صورت شعاعی گسترش یافته است. چون میدان مغناطیسی بالا و پایین مدار استوایی خورشید قطبش‌های متفاوت از یا به سوی خورشید دارند، یک لایهٔ نازک جریان در صفحهٔ استوایی خورشید پدید می‌آید که به آن صفحهٔ جریان نورکره گفته می‌شود. در فاصله‌های دور، چرخش خورشید باعث پیچیده شدن میدان مغناطیسی و صفحهٔ جریان به شکل حلزونی ارشمیدس می‌شود؛ مانند سازهٔ مارپیچ پارکر. میدان مغناطیسی میان‌سیاره‌ای بسیار قوی تر از اجزای میدان مغناطیسی دوقطبی خورشید است. میدان مغناطیسی دوقطبی ۵۰ تا ۴۰۰ میکروتسلایی خورشید (در شیدسپهر) با توان سهٔ فاصله کاهش می‌یابد و در نزدیکی‌های زمین به ۰٫۱ نانوتسلا می‌رسد. اما داده‌های به‌دست آمده توسط فضاپیماها نشان می‌دهد میدان مغناطیسی میان‌سیاره‌ای در نزدیکی زمین ۱۰۰ برابر قوی تر است.

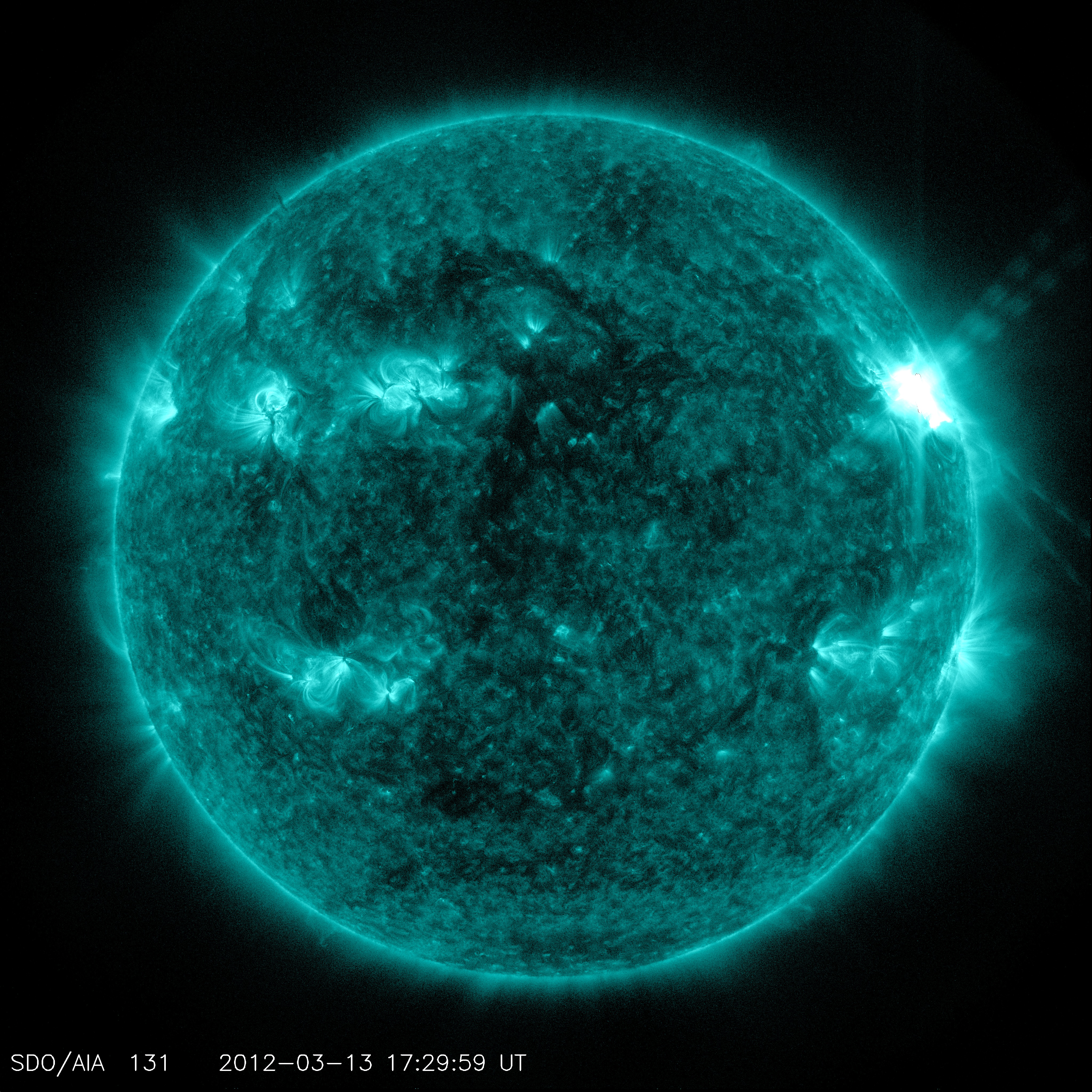
خورشید

## ساختار شیمیایی

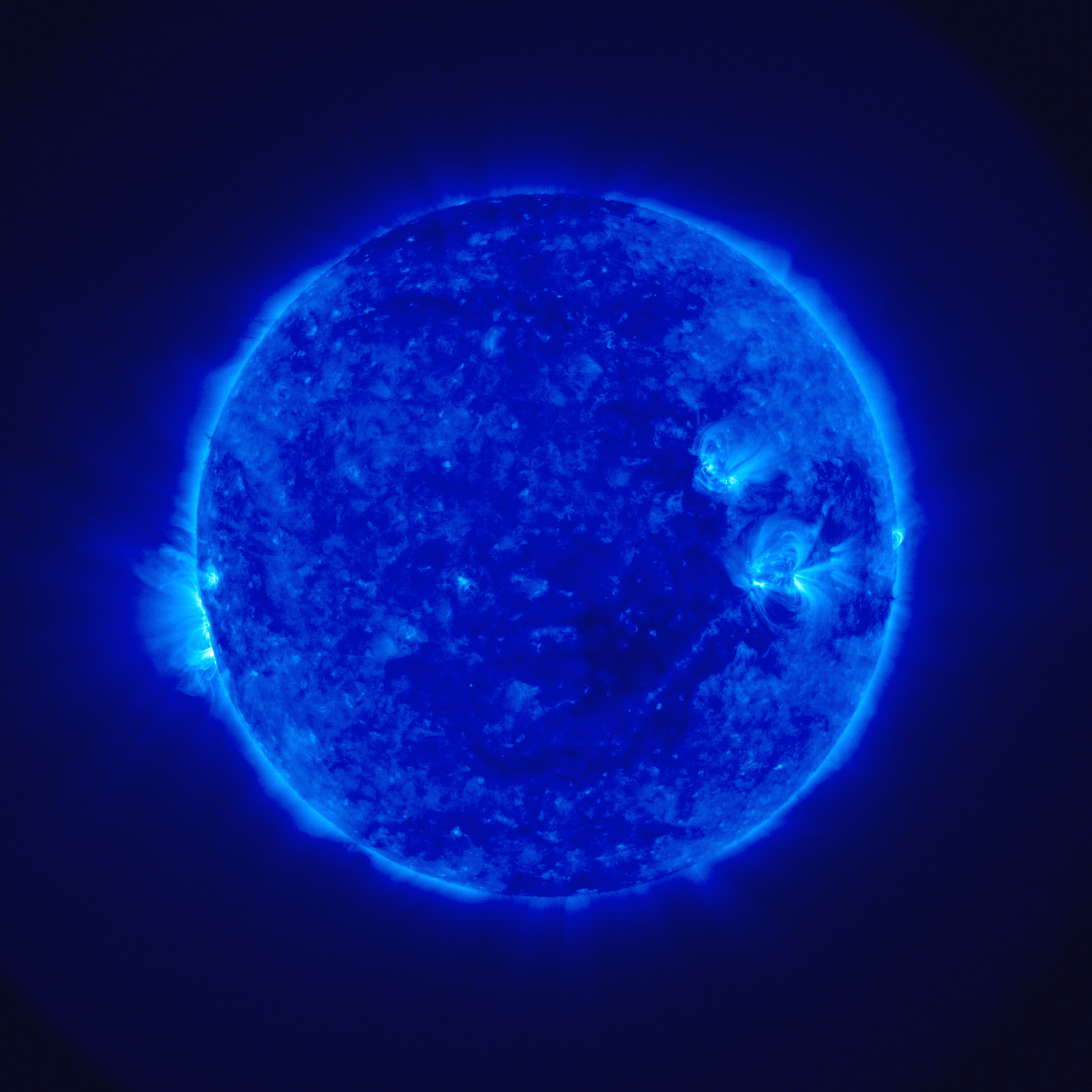
آبی ۱۷۱ آنگستروم

خورشید در درجهٔ نخست از عنصرهای هیدروژن و هلیم ساخته شده است. این عنصرها به ترتیب ۷۴٫۹٪ و ۲۳٫۸٪ از جرم خورشید را در شیدسپهر می‌سازند. در ستاره‌شناسی به همهٔ عنصرهای سنگین تر فلز می‌گوییم، فلزها کمتر از ۲٪ جرم خورشید را می‌سازند. فراوان‌ترین این فلزها عبارتند از: اکسیژن (نزدیک به ۱٪ جرم خورشید)، کربن (۰٫۳٪)، نئون (۰٫۲٪) و آهن (۰٫۲٪).
خورشید ترکیب شیمیایی خود را از محیط میان‌ستاره‌ای به ارث برده است؛ و خود هلیم و هیدروژن هم به جای مانده از هسته‌زایی مهبانگ‌اند. فلزها از هسته‌زایی ستاره‌ای پدید آمده‌اند. ستاره‌هایی که دورهٔ تکامل خود را به پایان رسانده‌اند و مواد خود را به محیط میان ستاره‌ای پیش از ساخت خورشید بازگردانده‌اند. ساختار شیمیایی شیدسپهر نمایانگر ساختار اساسی سامانهٔ خورشیدی است. البته از هنگامی که خورشید ساخته شده، بخشی از هلیم و عنصرهای سنگین از شیدسپهر گریخته‌اند برای همین هم‌اکنون شیدسپهر دارای هلیم کمتری نسبت به گذشته دارد و عنصرهای سنگین هم نسبت به پیش‌ستارهٔ خورشید ۸۴٪ اندازهٔ گذشته را دارند. ۷۱٪ پیش‌ستارهٔ خورشید از هیدروژن، ۲۷٫۴٪ از هلیم و ۱٫۵٪ از فلزها ساخته شده بود.
در بخش‌های درونی خورشید به دلیل همجوشی هسته‌ای، هیدروژن‌ها به هلیم دگرگون می‌شوند. برای همین می‌توان گفت درونی‌ترین بخش خورشید نزدیک به ۶۰٪ هلیم دارد ولی درصد فلزها ثابت است. از آن‌جایی که بخش درونی خورشید تنها پرتوزایی می‌کند و همرفتی ندارد (نگاه کنید به بخش ناحیهٔ تابشی در بالا) برای همین هیچ‌یک از دستاوردهای همجوشی در هسته به سوی بالا و شیدسپهر نمی‌آید.
فراوانی عنصرهای سنگین خورشیدی که در بالا توضیح داده شد را با کمک طیف‌سنجی نجومی شیدسپهر خورشید و اندازه‌گیری فراوانی‌ها در شهاب‌سنگ‌هایی که هرگز آن قدر داغ نشده‌اند که به دمای ذوب برسند، به‌دست می‌آوریم. گمان آن می‌رود که این شهاب‌سنگ‌ها ساختار پیش‌ستارهٔ خورشید را نگه داشته باشند و عنصرهای سنگین بر آن‌ها اثر نگذاشته باشند. نتیجهٔ هر دوی این روش‌ها با هم همخوانی دارد.

### گروه آهن
در دههٔ ۱۹۷۰ پژوهش‌ها بر روی وجود عنصرهای گروه آهن در خورشید متمرکز بود. با این‌که پژوهش‌های گسترده‌ای صورت گرفت اما فراوانی برخی از عنصرهای گروه آهن مانند کبالت و منگنز چندان روشن نشد دست کم تا سال ۱۹۷۸ چنین بود؛ و این به دلیل ساختار بسیار ریز این عنصرها بود (منظور تفاوت ناچیز در ترازهای انرژی است).
نخستین فهرست کامل از توان نوسان عنصرهای یونی شدهٔ گروه آهن در دههٔ ۱۹۶۰ میلادی به‌دست آمد و تا سال ۱۹۷۶ محاسبه‌های آن کامل شد.

### ارتباط جرم سیاره‌ای و خورشیدی
برخی بر این باورند که نسبت جرمی ایزوتوپ‌های گازهای نجیب در سیاره‌ها و خورشید با هم در ارتباط است. برای نمونه میان ترکیب ایزوتوپی سیاره‌ای و خورشیدی نئون و زنون همچنین تا سال ۱۹۸۳ همچنان این باور وجود داشت که ساختار درونی خورشید با ساختار جو خورشید یکسان است.

## چرخه‌های خورشید

این یک تایم لپس از لکه‌های خورشیدی روی سطح خورشید است که با تلسکوپ خورشیدی آماتور گرفته شده است.

### لکه‌های خورشیدی و چرخهٔ آن‌ها

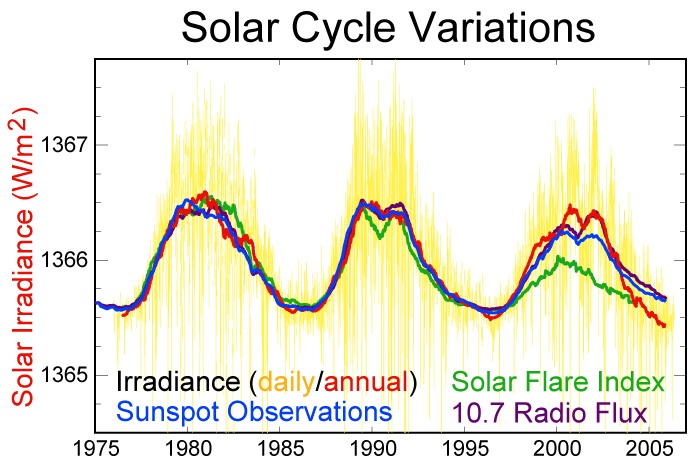
اندازه‌گیری دگرگونی‌های چرخهٔ خورشیدی در یک بازهٔ سی ساله.

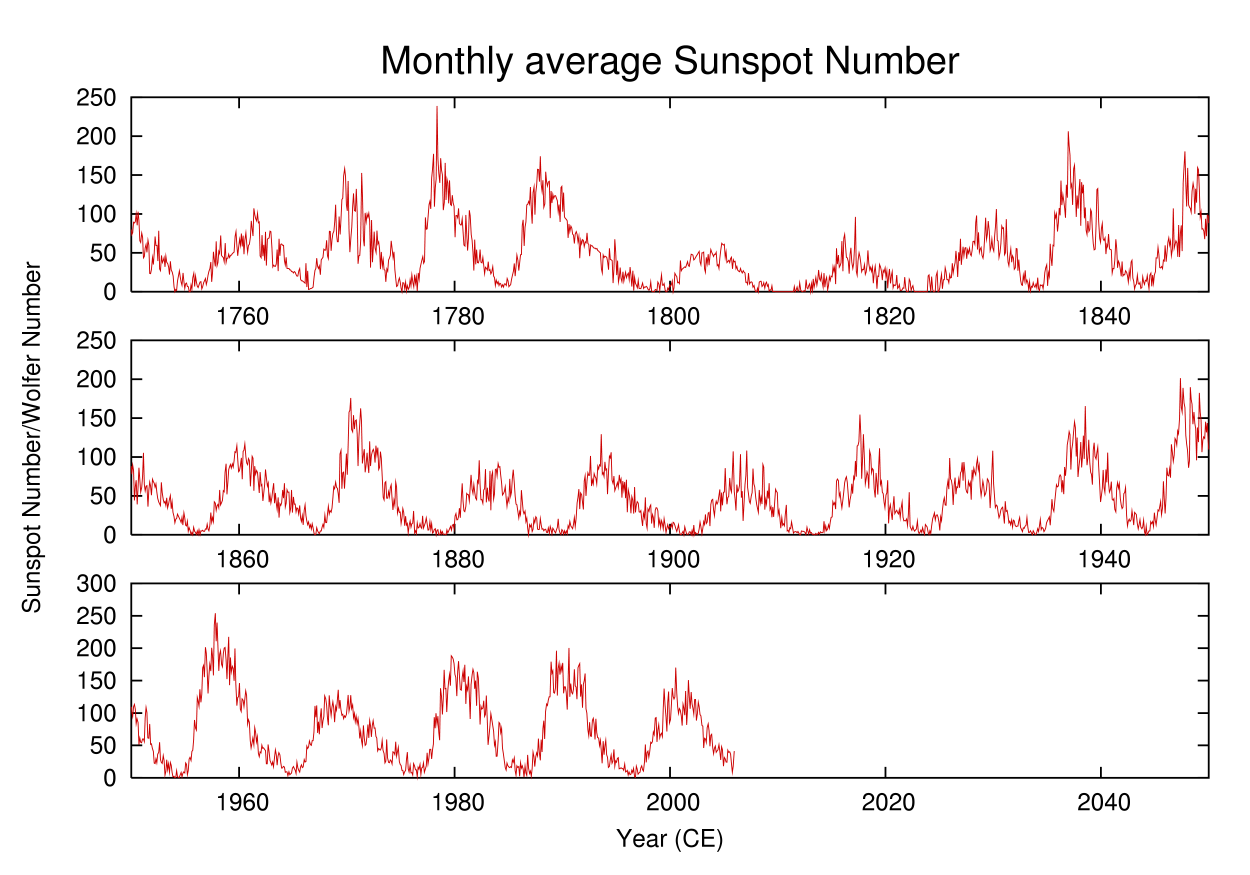
پیشینهٔ لکه‌های خورشیدی در ۲۵۰ سال گذشته، به خوبی می‌توان دید که چرخهٔ لکه‌ها تقریباً هر ۱۱ سال یک بار تکرار می‌شود.

هنگام مشاهدهٔ خورشید اگر فیلترهای مناسب را بکار ببریم بی‌درنگ می‌توانیم لکه‌های خورشید را ببینیم. این لکه‌ها به دلیل داشتن دمایی پایین‌تر از پیرامونشان، به صورت سطحی تاریک تر دیده می‌شوند. شدت فعالیت مغناطیسی در لکه‌های خورشیدی بسیار بالا است تا آنجا که فرایندهای همرفتی هم توسط میدان مغناطیسی بسیار قوی آن ناحیه مهار می‌شود برای همین انرژی گرمایی کمتری از درون داغ خورشید به سطح این ناحیه‌ها می‌رسد. میدان مغناطیسی بسیار قوی باعث داغی بسیار بالای تاج خورشیدی می‌شود و ناحیه‌های فعالی را پدیدمی‌آورد. این ناحیه‌های فعال منبع شراره‌های شدید خورشیدی و خروج جرم از تاج خورشیدی است. بزرگ‌ترین لکه‌های خورشیدید می‌توانند تا ده‌ها هزار کیلومتر پهنا داشته باشند.
شمار لکه‌های خورشیدی قابل دید ثابت نیست و هر ۱۱ سال همراه با چرخهٔ خورشیدی تغییر می‌کند. معمولاً اندکی از لکه‌های خورشیدی قابل دیدند و حتی گاهی هیچ‌کدام دیده نمی‌شوند. لکه‌هایی که دیده می‌شوند در عرض‌های بالای خورشید قرار دارند. هرچه که چرخهٔ خورشید بیشتر پیش رود شمار لکه‌ها بیشتر و به مدار استوایی خورشید نزدیکتر می‌شوند. این پدیده را قانون اشپورر توضیح می‌دهد. لکه‌های خورشیدی بیشتر به صورت جفت با قطب‌های مخالف مغناطیسی‌اند. قطب‌های مغناطیسی لکه‌های مهم خورشید به صورت یک در میان در هر چرخهٔ خورشیدی تغییر می‌کند به این ترتیب یک لکه می‌تواند در یک دوره قطب مغناطیسی شمال و در دورهٔ آینده قطب مغناطیسی جنوب باشد.
درخشش خورشید ارتباط مستقیم با فعالیت‌های مغناطیسی آن دارد به همین دلیل چرخهٔ خورشیدی تأثیر مهمی بر هوای فضای پیرامون کرهٔ زمین و آب و هوای خود زمین می‌گذارد.

### چرخه‌های بلندمدت
به تازگی یک نظریه ارائه شده است که ادعا می‌کند در هستهٔ خورشید ناپایداری‌هایی وجود دارد که باعث پدید آمدن نوسان‌هایی با دورهٔ بازگشت یا ۴۱٬۰۰۰ یا ۱۰۰٬۰۰۰ سال می‌شود. این نظریه نسبت به چرخه‌های میلانکوویچ، عصر یخبندان را بهتر توضیح می‌دهد.

## چرخهٔ زندگی

نمودار تکامل درخشندگی، شعاع و دمای مؤثر خورشید در مقایسه با امروز آن.

خورشید نزدیک به ۴٫۵۷ میلیارد سال از فروریزی بخشی از یک ابر مولکولی بسیار بزرگ که بیشتر از هیدروژن و هلیم ساخته شده بود پدید آمده است؛ این ابر مولکولی احتمالاً زادگاه ستارگان بسیاری بوده است. این سن با کمک شبیه‌سازهای رایانه‌ای تکامل ستارگان برآورد شده است. نتیجهٔ به‌دست آمده با داده‌های مربوط به سن‌یابی با پرتوسنجی (تعیین سن بر پایهٔ واپاشی عناصر پرتوزا) قدیمی‌ترین مواد سامانهٔ خورشیدی که به ۴٫۵۶۷ میلیارد سال پیش بازمی‌گردد، سازگار است. پژوهش بر روی کهن‌ترین شهاب‌سنگ‌ها، نشانه‌هایی از هسته‌هایی پایدار که محصول واپاشی ایزوتوپ‌های با نیمه عمر بسیار کوتاه بوده‌اند را، آشکار کرده است. برای نمونه می‌توان به آهن-۶۰ اشاره کرد. این ماده تنها در اثر انفجار ستاره‌های با عمر کوتاه پدید می‌آید. به این ترتیب می‌توان چنین نتیجه گرفت که در جایی که خورشید شکل گرفته است گمان آن می‌رود که یک یا بیش از یک ابرنواختر حضور داشته است. یک موج ناگهانی از یکی از ابرنواخترهای کناری، آغازگر پدیداری خورشید بوده است. این موج ناگهانی باعث فشردگی گازها در میانهٔ ابر مولکولی و در برخی ناحیه‌ها باعث فروریختن آن‌ها زیر گرانش میانشان شده است. به دلیل پایستگی تکانهٔ زاویه‌ای، هرگاه یک بخش کوچک از این ابر فرو ریزد، با یک فشار افزاینده، شروع به گردش و گرم شدن می‌کند. با این رویداد بیشتر جرم در یک ناحیه متمرکز می‌شود و باقی‌ماندهٔ آن در یک صفحه در پیرامون پراکنده می‌گردد. این جرم باقی‌مانده بعدها به سیاره‌های پیرامون یا دیگر جرم‌های سامانهٔ خورشیدی دگرگون شود. گرانش و فشار بالا در هستهٔ ابر، گرمای بسیار زیادی را پدیدمی‌آورد. هر چه هسته، گاز بیشتری را از صفحهٔ پیرامون به خود جذب کند، شرایط واکنش همجوشی هسته‌ای بیشتر فراهم می‌شود و به این ترتیب خورشید به دنیا می‌آید.
می‌توان گفت اکنون خورشید در دوران میانسالی خود قرار دارد. در این بازه واکنش‌های همجوشی هسته‌ای در هستهٔ آن رخ می‌دهد و هیدروژن به هلیم تبدیل می‌شود. در هر ثانیه بیش از چهار میلیون تُن جرم ماده به انرژی دگرگون می‌شود و نوترینو و نور سفید به جای می‌ماند. با این روند تا به حال نزدیک به ۱۰۰ برابر جرم زمین، ماده به انرژی دگرگون شده است. خورشید نزدیک به ۱۰ میلیارد سال در ردهٔ ستارهٔ رشتهٔ اصلی (میانسالی) باقی می‌ماند.
خورشید به اندازهٔ کافی جرم ندارد تا مانند یک ابرنواختر منفجر شود. به جای آن در نزدیک به ۵ میلیارد سال دیگر وارد حالت غول سرخ می‌شود. در این حالت در هنگامی که سوخت هیدروژن درون هسته مصرف شده است، لایهٔ بیرونی گسترش می‌یابد. هسته دچار جمع شدگی و گرم شدن می‌شود. حال که ستاره گرم تر شده است همجوشی در هیدروژنی که در لایهٔ بیرونی ستاره باقی‌مانده بود، از سر گرفته می‌شود این بار در پوسته‌ای پیرامون هستهٔ هلیمی. هر چه هلیم بیشتری تولید می‌شود، پوسته بیشتر گسترش می‌یابد. هرگاه که دمای هسته به اندازهٔ کافی بالا رود و به ۱۰۰ میلیون کلوین برسد، همجوشی هلیم در هسته آغاز می‌شود و کربن پدید می‌آید. در ادامهٔ مرحلهٔ غول سرخ، نوسان‌های حرارتی باعث می‌شود تا خورشید لایهٔ بیرونی خود را از دست دهد و از خود یک سحابی سیاره‌نما بسازد. تنها چیزی که پس از دور انداختن لایه‌های بیرونی باقی می‌مانند، هستهٔ بسیار داغ خورشید است که کم‌کم سرد می‌شود و پس از چندین میلیارد سال به کوتولهٔ سفید دگرگون می‌شود. این داستان تکامل یک ستاره از ستارهٔ با جرم کم تا جرم متوسط است.

## جابه‌جایی قطب‌ها
دانشمندان ناسا از جابه‌جایی قطب شمال و جنوب خورشید در سال ۱۲۹۲ شمسی خبر داده و گفتند که این جابجایی تأثیر قابل توجهی بر کل سامانه خورشیدی می‌گذارد.
قطب‌های خورشید هر ۱۱ سال یکبار تغییر می‌کند، پدیده‌ای که دلیل آن چندان روشن نیست. با این حال دانشمندان معتقدند تغییر سرعت جریان پلاسما (فیزیک) از استوا به قطب (و بالعکس) در سطح خورشید و اینکه سرعت گردش خورشید بدور خود در قطب بیشتر از استوا است نقش عمده‌ای در روند جابه‌جایی قطب‌های خورشید دارند.
در تغییر قطب‌های خورشید که به تدریج و در طی یازده سال صورت می‌گیرد؛ لکه‌های خورشیدی که فعالیت مغناطیسی شدیدی دارند متلاشی شده و به تدریج به سمت یکی از قطب‌های خورشید حرکت می‌کنند تا اینکه جایگزین قطب قبلی شوند. جابجایی قطبی خورشید تغییرات میان‌کهکشانی ایجاد می‌کند که به صورت توفان‌های مغناطیسی ظاهر می‌شود. این توفان‌ها ممکن است بر لایه یون‌کره جو زمین تأثیر بگذارند و در ارتباطات ماهواره‌ای و رادیویی اختلالاتی ایجاد کنند. یکی از تأثیرهای این جابجایی قطبی که در زمین مشاهده خواهد شد، بیشتر شدن دفعات، گستردگی و پیدایی شفق‌های قطبی است.

### سرنوشت زمین
اگر خورشید به یک غول سرخ دگرگون شود، ممکن است شعاعی بزرگتر از مدار گردش زمین به دور خورشید پیدا کند و شعاع آن ۱ AU یا ۱٫۵×۱۰۱۱ متر شود، این عدد ۲۵۰ برابر شعاع کنونی خورشید است.
در این هنگام خورشید در شاخهٔ مجانب غول‌ستاره‌ها جای گرفته و می‌توان گفت که نزدیک به ۳۰ درصد از جرمش را به دلیل بادهای خورشیدی از دست داده است. در گذشته باور این بود که به دلیل کاهش جرم خورشید، سیاره‌های پیرامونی در مدارهای بزرگتر و دورتری نسبت به خورشید به گردش می‌پردازند و زمین جدا از خورشید باقی می‌ماند اما پژوهش‌های تازه نشان داده است که زمین توسط خورشید بلعیده می‌شود.
اگر زمین از دست رس خورشید دور بماند نیز همهٔ آبش بخار خواهد شد و بیشتر هواکرهٔ آن به بیرون فرار خواهد کرد. در گذشته نور خورشید بسیار ضعیف بود، شاید به همین دلیل در زمان‌های دورتر از یک میلیارد سال پیش، هنوز زندگی در خشکی پدید نیامده بود. از گذشته تا امروز خورشید درخشان تر شده است (هر یک میلیارد سال، ۱۰٪ درخشان تر) و این روند در آینده هم ادامه خواهد داشت و سطح آن کم‌کم گرمتر خواهد شد تا آنجا که تا یک میلیارد سال دیگر سطح زمین آنقدر گرم می‌شود که دیگر به سختی بتوان آب را در حالت مایع در آن پیدا کرد و این به معنی پایان زندگی در زمین است.

چرخهٔ زندگی خورشید، اندازه‌های کشیده شده دقیق نیست.

.

## نور خورشید

مقایسهٔ بزرگی ظاهری خورشید از چشم بیننده‌ای که بر روی سطح سیاره‌های تیر، ناهید، زمین، بهرام، هرمز، کیوان، آهوره، نپتون و پلوتو ایستاده است

همواره نخستین منبع انرژی در زمین، نور خورشید بوده است. ثابت خورشید مقدار توانی است که خورشید در یکای سطح، در زمین آزاد می‌کند که ارتباط مستقیم با نور سفید دریافتی از خورشید دارد. ثابت خورشید در فاصلهٔ یک واحد نجومی از خورشید (برابر با فاصله‌ای که زمین یا نزدیکی آن تا خورشید دارد) تقریباً برابر با ۱٬۳۶۸ W/m۲ است. نور خورشید با گذر از جو زمین ضعیف تر می‌شود و توان کمتری را به سطح می‌رساند. در شرایطی که آسمان شفاف، و خورشید نزدیک سرسو باشد، توانی نزدیک به ۱۰۰۰ وات بر مترمربع به‌دست خواهد آمد.

نور خورشید در شامگاه.

نور خورشید را می‌توان با کمک فرایندهای طبیعی و ساخت انسان مهار کرد. فرایند نورساخت در اندام‌های گیاهان انرژی نور خورشید را جذب می‌کند و آن را به صورت شیمیایی (اکسیژن و ترکیب‌های کاهش یافتهٔ کربن) آزاد می‌کند. همچنین انرژی انبار شده در نفت خام و سوخت‌های سنگواره‌ای، خود غیرمستقیم به انرژی خورشید و فرایند نورساخت وابسته است. علاوه بر روش‌های طبیعی با کمک ابزارهای ساخت انسان هم می‌توان یا مستقیم از گرمای خورشید بهره برد یا با کمک سلول‌های خورشیدی، نور خورشید را به انرژی الکتریکی دگرگون کرد.

## جای خورشید در میانهٔ کهکشان

جابجایی گرانیگاه سامانهٔ خورشیدی نسبت به خورشید.

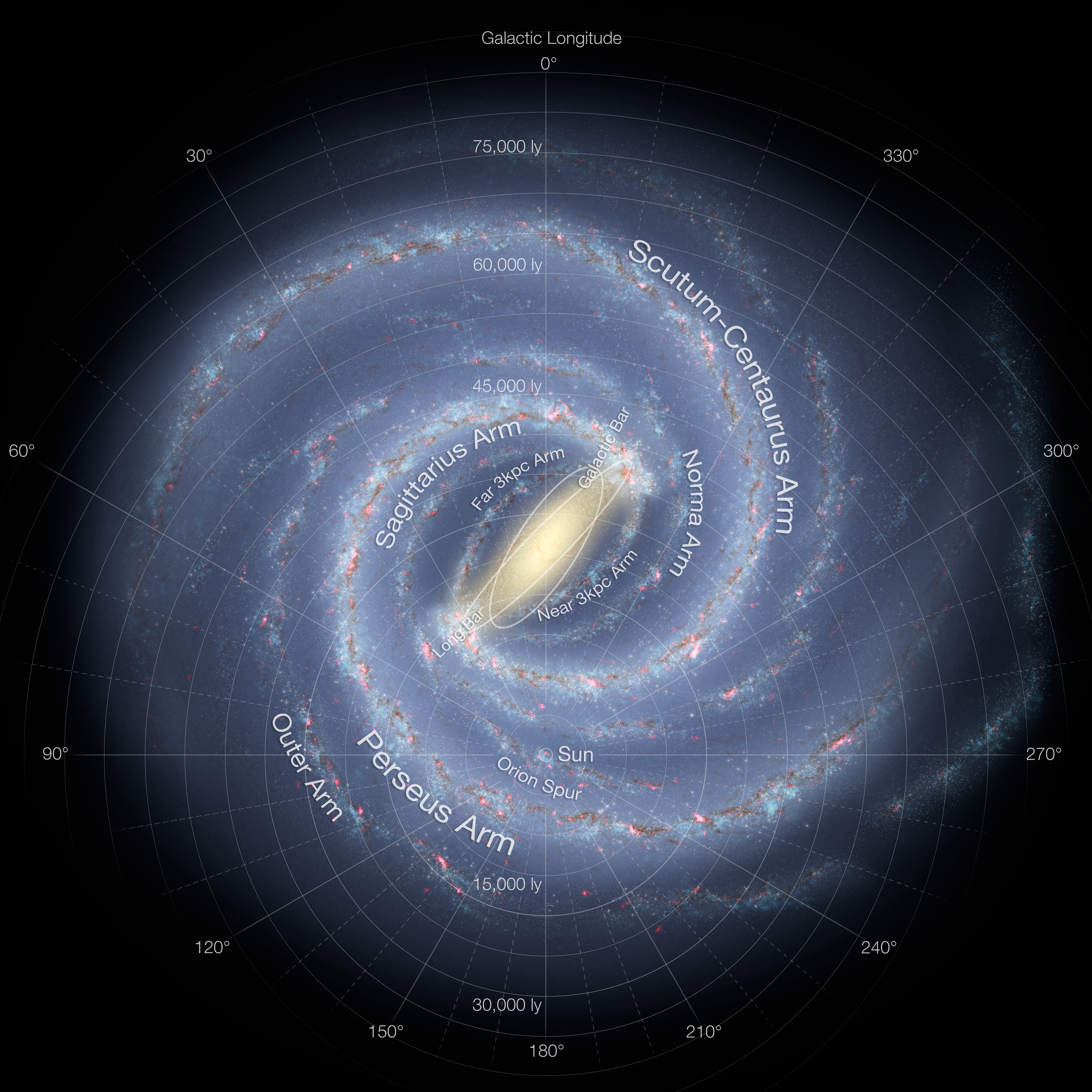
نمایی از کهکشان راه شیری که در آن جای خورشید هم نشان داده شده است.

خورشید در لبهٔ درونی بازوی شکارچی کهکشان راه شیری، در ابر میان‌ستاره‌ای محلی یا Gould Belt در فاصله‌ای میان ۷٫۵ تا ۸٫۵ کیلوپارسک (۲۵٬۰۰۰ تا ۲۸٬۰۰۰ سال نوری) از مرکز کهکشانی، جای دارد. در حالی که در میانهٔ حباب‌های محلی، فضایی که در آن گازهای داغ با چگالی کمتر از معمول پراکنده‌اند و احتمالاً توسط باقی‌ماندهٔ ابرنواختر Geminga تولید شده‌اند، قرار دارد. فاصلهٔ میان بازوی محلی و بازوی بعدی در بیرون، بازوی برساووش، نزدیک به ۶۵۰۰ سال نوری است. دانشمندان جایی که خورشید و البته سامانهٔ خورشیدی جای دارد را ناحیهٔ قابل زندگی کهکشانی نامیده‌اند.
آماج خورشیدی، راستایی است که خورشید در آن سفر می‌کند و نسبت به ستارگان همسایه در کهکشان راه شیری سنجیده می‌شود. روی هم رفته، خورشید به سوی ستارهٔ کرکرس نشسته در صورت فلکی دیگ‌پایه و با زاویه‌ای نزدیک به ۶۰ درجهٔ آسمان نسبت به جهت مرکز کهکشانی سفر می‌کند.
انتظار آن می‌رود که مدار گردش خورشید پیرامون کهکشان، تقریباً بیضی گون باشد که به دلیل مارپیچ بودن بازوهای کهکشانی و توزیع ناهمسان جرم در آن‌ها، با کمی آشفتگی همراه باشد. همچنین خورشید نسبت به صفحهٔ کهکشان، تقریباً ۲٫۷ بار بر گردش، به بالا و پایین نوسان می‌کند. این بحث وجود دارد که با گذر خورشید از ناحیهٔ پرچگالی کهکشان، شمار برخورد جرم‌های آسمانی با زمین بیشتر می‌شود و در نتیجه انبوهی از جانوران و گیاهان در زمین از میان می‌روند. روی هم رفته ۲۲۵ تا ۲۵۰ میلیون سال طول می‌کشد تا سامانهٔ خورشیدی یک بار پیرامون کهکشان بگردد (یک سال کهکشانی) پس باید انتظار داشت تا خورشید در طول زندگی اش، بتواند ۲۰ تا ۲۵ بار پیرامون کهکشان بگردد. سرعت حرکت سامانهٔ خورشیدی پیرامون مرکز کهکشانی نزدیک به  251 km/s است. با این سرعت ۱٬۱۹۰ سال طول می‌کشد تا سامانهٔ خورشیدی بتواند در مسافتی به درازی یک سال نوری سفر کند. همچنین ۷ روز طول می‌کشد تا به اندازهٔ یک واحد نجومی جابجا شود.

## سامانهٔ خورشیدی

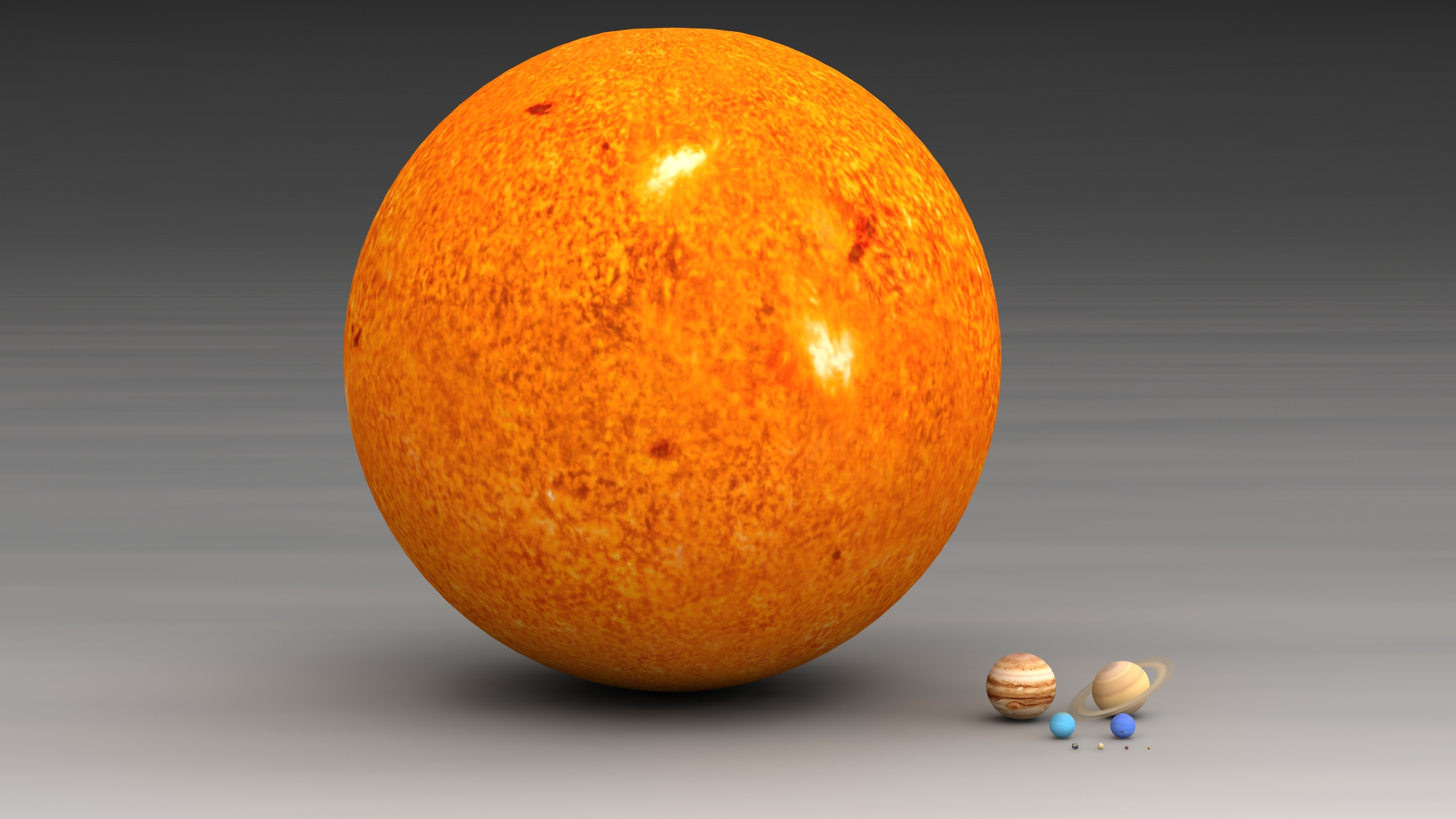
مقایسهٔ بزرگی خورشید و سیاره‌های پیرامون

خورشید به تنهایی ۹۹٫۸۶٪ از جرم سامانهٔ خورشیدی را دربرمی‌گیرد. ۰٬۱۴٪ باقی‌مانده از آن سیاره‌های پیرامون است.
| تیر        | ۶,۰۲۳,۶۰۰ | هرمز (مشتری) | ۱,۰۴۷  |
| ناهید      | ۴۰۸,۵۲۳   | زحل          | ۳,۴۹۸  |
| زمین و ماه | ۳۲۸,۹۰۰   | اورانوس      | ۲۲,۸۶۹ |
| مریخ       | ۳,۰۹۸,۷۱۰ | نپتون        | ۱۹,۳۱۴ |

## پرسش‌های نظری

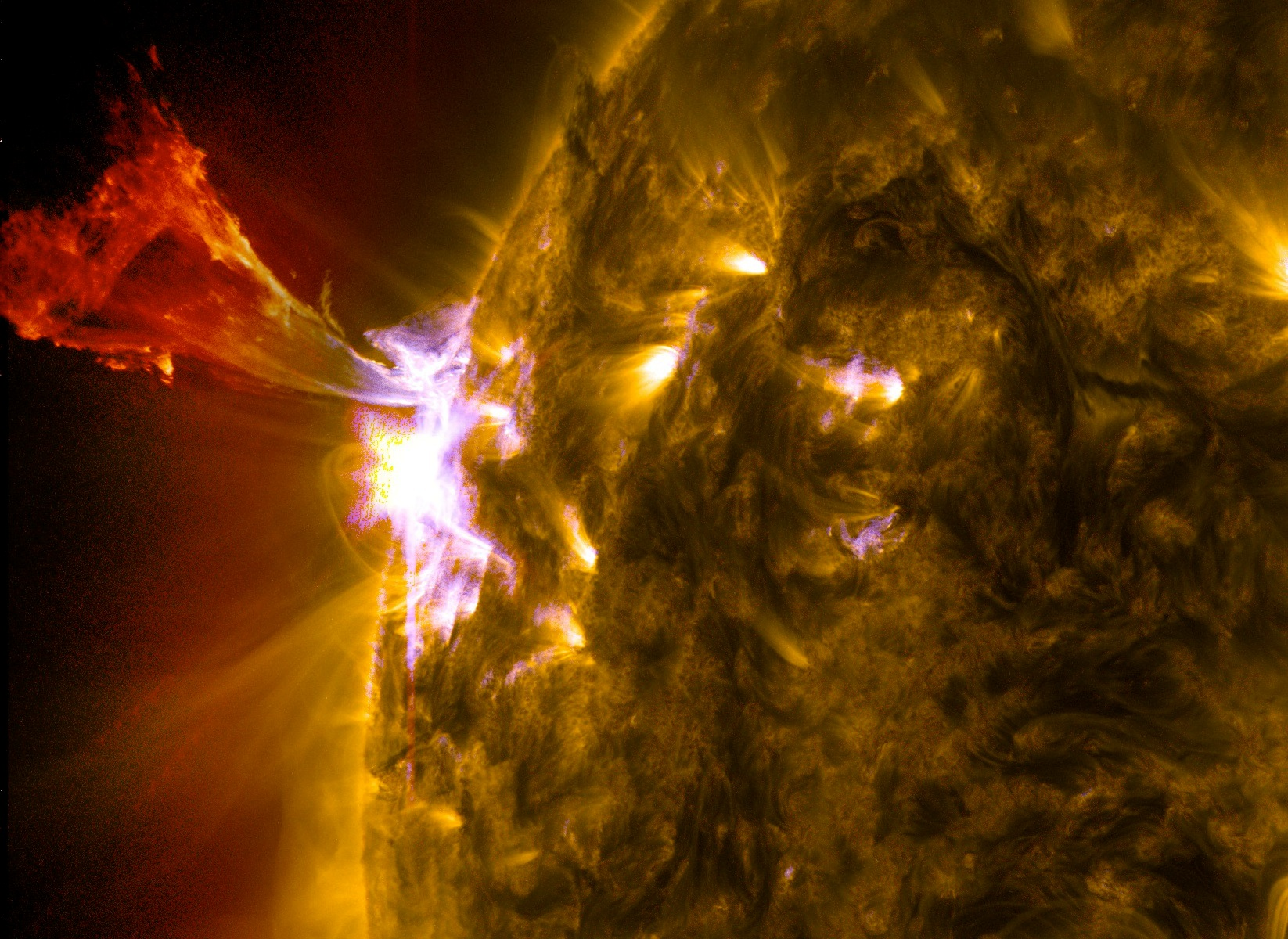
شماتیکی از شراره خورشیدی سطح متوسط

### مسئلهٔ نوترینوی خورشیدی
برخی مراحل از واکنش‌های زنجیرهٔ pp در مرکز خورشید، تولید نوترینو می‌کند. این نوترینوها به راحتی از میان لایه‌های خارجی عبور کرده، اطلاعاتی پیرامون شرایط مرکز خورشید در اختیار ما قرار می‌دهند. در دههٔ ۱۹۷۰، زمانی که برای نخستین بار نوترینوهای خورشیدی رصد شد، دانشمندان دریافتند که تعداد آن‌ها تنها یک سوم تعداد پیش‌بینی شده است. این ناسازگاری را مسئلهٔ نوترینوی خورشیدی (Solar neutrino problem) می‌نامند.
در آزمایش‌های اولیه، تنها نوترینوهای تولیدی در شاخه‌های ppII و ppIII مشاهده شدند. فقط بخش اندکی از درخشندگی خورشید وابسته به این واکنش‌ها است، از این رو مشخص نبود که با این نتایج، عاقبت مدل‌های خورشیدی چه می‌شود. در دههٔ ۱۹۹۰ نوترینوهای شاخهٔ ppI، یعنی شاخهٔ اصلی در زنجیرهٔ pp، رصد شدند. اگرچه در اینجا ناسازگاری با مدل‌های استاندارد اندکی کاهش یافت، اما مسئلهٔ نوترینو همچنان پابرجا بود.
شاید مشهورترین توضیح برای مسئلهٔ نوترینوی خورشیدی بر چیزی که نوسان‌های نوترینویی (Neutrino oscillation) نامیده می‌شود استوار است. بر اساس این توضیح، اگر نوترینو جرم کوچکی داشته باشد، یعنی حدود ۰/۰۱ الکترون‌ولت، یک نوترینوی الکترونی می‌تواند در مسیر حرکت از میان بخش‌های خارجی خورشید، به نوترینوی میونی یا تائوئی تبدیل شود. در آزمایش‌های نخستین، تنها نوترینوهای الکترونی مشاهده می‌شد که تنها بخشی از تمام نوترینوهای تولیدی بودند.
در سال ۲۰۰۱ نتایج آزمایش‌های انجام شده در کانادا و ژاپن اعلان شد. در این آزمایش‌ها، تعداد نوترینوی الکترونی و تعداد کل نوترینوهای رسیده از خورشید مورد اندازه‌گیری قرار می‌گرفت. شار کلی با پیش‌بینی‌های مدل استاندارد خورشید هم‌خوانی داشت و این در حالی بود که شار نوترینوی الکترونی با مقادیر کمتری که در اندازه‌گیری‌های اولیه نوترینو به‌دست آمده بود برابری می‌کرد. این نتیجه اثباتی بود بر وجود نوسانات نوترینوی خورشیدی که بر اثر آن، تعدادی از نوترینوهای الکترونی تولیدی در مرکز خورشید به انواع دیگر تبدیل می‌شدند.
در حال حاضر می‌توان مسئله نوترینوی خورشیدی را حل‌شده دانست. این پاسخ یک پیروزی بزرگ برای مدل استاندارد خورشیدی به‌حساب می‌آمد و به‌وسیلهٔ آن وجود نوسانات نوترینویی نیز آشکار شد، چیزی که اثبات می‌کند نوترینو یک جرم کوچک ولی غیر صفر دارد. به نظر می‌رسد که مدل استاندارد فیزیک ذرات نیاز به بازنگری در برخی زمینه‌ها دارد.

### مسئلهٔ گرمای تاج خورشیدی
شیدسپهر یا همان سطح نورانی خورشید دارای دمایی نزدیک به ۶٬۰۰۰ کلوین است. بالای آن تاج خورشیدی جای دارد که دارای دمای ۱٬۰۰۰٬۰۰۰ تا ۲٬۰۰۰٬۰۰۰ کلوین است. دمای بالای تاج خورشیدی نشان می‌دهد که این ناحیه به جز انتقال مستقیم گرما از شیدسپهر و از راه رسانایی گرمایی، منبع گرمایی دیگری هم دارد.
گمان آن می‌رود که انرژی لازم برای گرمایش بیشتر تاج خورشیدی از راه حرکت‌های آشفتهٔ ناحیه همرفتی در زیر شیدسپهر به‌دست آمده باشد. دو سازوکار اصلی برای توضیح داغی بیشتر تاج خورشیدی پیشنهاد شده است. نخست موج‌های گرم‌کننده است که در آن صوت، گرانش یا موج‌های magnetohydrodynamic از راه آشفتگی در ناحیهٔ همرفتی تولید می‌شود. این موج‌ها رو به بالا حرکت می‌کنند، در تاج خورشیدی پراکنده می‌شوند و انرژی خود را در محیط گازی به صورت گرما آزاد می‌کنند. دوم، گرمایش از راه‌آهنربایی (مغناطیسی) است که در آن انرژی آهنربایی به صورت پیوسته توسط حرکت‌های شیدسپهر آزاد می‌شود با این کار به هم پیوستگی مغناطیسی روی می‌دهد به این معنی که انرژی مغناطیسی به انرژی جنبشی، گرمایی و شتاب ذره تبدیل می‌شود. چنین فرایندی به صورت شراره‌های خورشیدی و هزاران رویداد مانند آن نمود پیدا می‌کند.
هم‌اکنون روشن نیست که کدام یک از این پدیده‌ها، چنین گرمایی را در تاج خورشیدی پدیدمی‌آورند. دیده شده که همهٔ موج‌ها به جز موج آلفون پیش از رسیدن به تاج خورشیدی پراکنده یا شکسته می‌شوند. موج‌های آلفون به آسانی در تاج خورشیدی پراکنده نمی‌شوند.

### مسئلهٔ کم نوری خورشید در جوانی
مدل‌های نظری از پیشرفت خورشید می‌گوید که در ۳٫۸ تا ۲٫۵ میلیارد سال پیش در دوران آرکئن، خورشید تنها ۷۵ درصد درخشش امروزش را داشت. چونین ستارهٔ ضعیفی نمی‌تواند آب را به صورت مایع در سطح زمین نگه دارد پس زندگی نباید گسترش می‌یافت. از سوی دیگر نشانه‌های زمین‌شناسی می‌گوید که زمین از گذشته تا امروز چندان دستخوش بالا و پایین رفتن‌های دمایی نشده بلکه در آغاز حتی گرم تر از امروزش هم بوده است. پژوهش‌ها به این نتیجه رسیده است که دلیل این تناقض به هواکرهٔ زمین بازمی‌گردد. زمین در آغاز، بسیار بیشتر از امروزش گازهای گلخانه‌ای (مانند کربن دی‌اکسید، متان و/یا آمونیاک) در هواکرهٔ خود داشت. این گازها، گرما را به دام می‌اندازند و اجازه نمی‌دهند تا زمین به آسانی دمایش پایین بیاید برای همین با وجود کمتر بودن درخشش خورشید زمین گرم تر از امروز بوده است.

## تماشای خورشید با چشم غیرمسلح و اثر آن

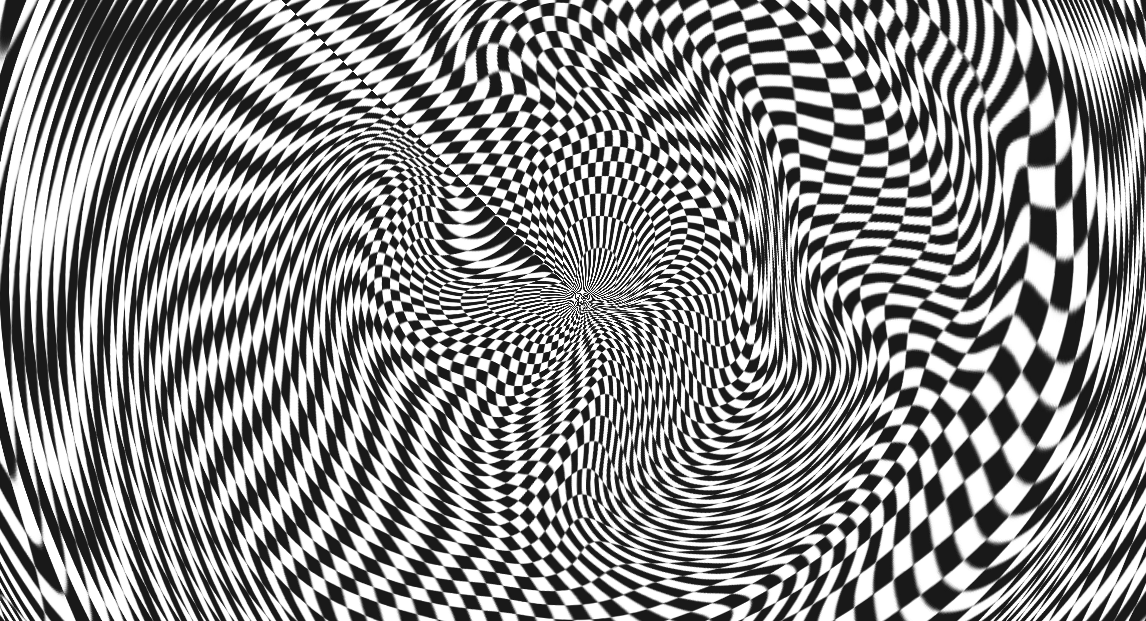
آنچه که چشم، هنگام بیماری فسفن می‌بیند.

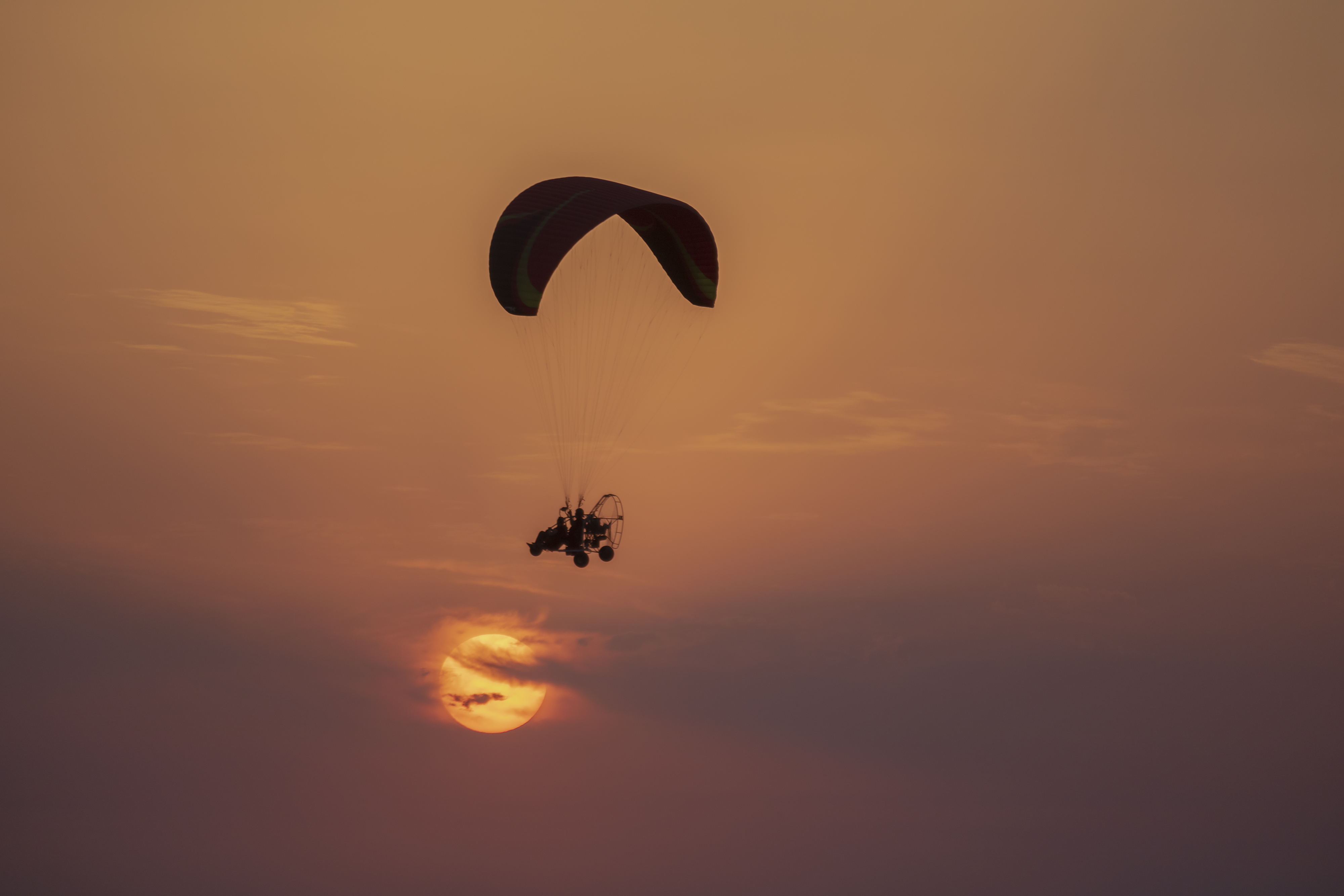
نگاه به خورشید با چشم غیر مسلح می‌تواند باعث آسیب جدی به آن شود

اگر با چشم غیرمسلح به خورشید خیره شویم، درخشش آن می‌تواند آسیب‌رسان باشد. در هر صورتی و در هر شرایطی در صبح ظهر یا حتی هنگام غروب خورشید به هیچ وجه نباید به خورشید نگاه کرد. و باعث مشکلاتی غیرقابل برگشت می‌شود. البته یک نگاه کوتاه و گذرا، به یک چشم معمولی که مردمک آن خیلی باز نشده باشد آسیبی نمی‌رساند. با نگاه مستقیم به خورشید توانی نزدیک به ۴ میلی وات توسط نور خورشید در شبکیهٔ چشم آزاد می‌شود. این انرژی باعث گرم شدن چشم و آسیب زدن به سلول‌های آن می‌شود به همین دلیل چشم دیگر نسبت به نور دریافتی به خوبی پاسخ نمی‌دهد. بیماری‌هایی مانند فسفن و کوری جزئی کوتاه مدت از آسیب‌های خیره شدن به خورشید است. تابش فرابنفش با گذر سال‌های دراز از سن افراد و اندک اندک باعث زردی عدسی چشم و احتمالاً بیماری آب‌مروارید در افراد می‌شود. این بیماری به میزان دریافت عمومی فرابنفش بستگی دارد و به خیرگی با چشم غیرمسلح به خورشید، ارتباط ندارد. نگاه بلندمدت و با چشم غیرمسلح به خورشید اجازه می‌دهد تا پرتوهای فرابنفش زیادی وارد چشم شود در نتیجه ممکن است آسیب‌هایی مانند آفتاب‌سوختگی در شبکیهٔ چشم پدید آید به ویژه هنگامی که پرتوهای فرابنفش شدید و متمرکز باشند. این آسیب‌ها جدی تر خواهد بود هنگامی که چشم جوان باشد یا عدسی (لنز) گذاشته شده در چشم تازه باشد چون در این وضعیت چشم پرتوهای فرابنفش بیشتری را نسبت به چشم معمولی در خود می‌پذیرد. همچنین هرگاه خورشید در زاویهٔ سرسو باشد و فرد از بلندی به آن خیره شود آسیب بیشتری به چشم می‌رسد.
اگر با کمک ابزارهای متمرکزکنندهٔ نور مانند دوربین دوچشمی به خورشید نگاه کنیم و از فیلترهای بازدارندهٔ فرابنفش استفاده نکنیم تا نور خورشید ضعیف شود در این صورت باید منتظر آسیب‌های همیشگی به شبکیهٔ چشم بود. فیلترهای نازکی که برای تماشای خورشید در بازار پیدا می‌شوند باید دقیقاً برای این کار ساخته شده باشند چون برخی فیلترهای ابتکاری پرتوی فرابنفش یا فروسرخ را از خود می‌گذراند که در صورتی که در آن هنگام درخشش خورشید زیاد باشد به چشم آسیب می‌رسد. دوربین‌های دوچشمی بدون فیلتر می‌تواند پرتوی خورشید را ۵۰۰ برابر نیرومندتر از نگاه با چشم غیرمسلح، به چشم برساند با این کار می‌توان گفت بی‌درنگ سلول‌های شبکیه کشته می‌شوند. حتی یک نگاه کوتاه با دوربین دوچشمی بدون فیلتر به خورشید میانهٔ روز می‌تواند باعث کوری همیشگی شود.
در خورشیدگرفتگی‌هایی که کلی نیستند هم نگاه به خورشید خطرناک است. چون در این وضعیت که ماه در برابر خورشید جای گرفته بیشتر نور خورشید گرفته شده و پیرامون فرد تاریک است به همین دلیل مردمک چشم بیشتر از همیشه باز شده است اما همزمان هنوز بخشی از خورشید در آسمان دیده می‌شود این بخش از خورشید همان نورسپهر است که به درخشش دیگر جاهای خورشید است. در نتیجه مردمک چشم از ۲ تا ۶ میلی‌متر باز شده که با نگاه به خورشید که به صورت جزئی نورانی است ناگهان نوری ده برابر همیشه وارد شبکیه می‌شود و سلول‌های این بخش چشم ممکن است بمیرند در نتیجه نقطه‌های کوری همیشگی در محدودهٔ دید بیننده به وجود می‌آید. این گونه آسیب‌ها به ویژه برای افراد بی‌تجربه و کودکان کمی پنهان است و فرد بی‌درنگ پس از نگاه کردن متوجه آن نمی‌شود.
در هنگام طلوع و غروب خورشید به دلیل اثر پراکندگی رایلی و پراکندگی می در بخش زیادی از هواکرهٔ زمین نور خورشید ضعیف تر دیده می‌شود و حتی گاهی درخشش آن قدر کم است که می‌توان به آسانی با چشم غیرمسلح یا ابزارهای نوری خورشید را تماشا کرد (به شرطی که مطمئن باشیم در شرایطی نیستیم که ناگهان درخشش خورشید زیاد شود و از پشت ابر بیرون آید) وجود گرد و غبار در هوا، رطوبت بالا و مه باعث می‌شود تا درخشش خورشید کمتر دیده شود.
پرتوی سبز، پدیده‌ای است کمیاب که اندکی پس از غروب و اندکی پیش از طلوع آفتاب روی می‌دهد. این درخشش توسط نور خورشید که در زیر افق شکسته می‌شود و به سوی بیننده تابیده می‌شود پدید می‌آید (معمولاً در اثر وارونگی هوا). نور با طول موج کوتاه تر (بنفش، آبی و سبز) بیش از پرتوهای با طول موج بلندتر (زرد، نارنجی و قرمز) خمیده می‌شود. اما بنفش و آبی بیشتر دچار پراکنندگی می‌شود در نتیجه نوری که دیده می‌شود سبز رنگ است.
پرتوهای فرابنفش خورشید دارای ویژگی گندزدایی است و در پاکسازی آب کاربرد دارد. همچنین از دیدگاه پزشکی هم بر بدن اثر دارد، هم باعث تولید ویتامین د می‌شود و هم می‌تواند آفتاب‌سوختگی ایجاد کند. بخش بزرگی از پرتوهای فرابنفش توسط لایهٔ اوزون ضعیف می‌شود. به همین دلیل میزان فرابنفش دریافتی بسته به عرض جغرافیایی متفاوت است. این تفاوت باعث پدید آمدن گوناگونی‌های زیستی در عرض‌های جغرافیایی مختلف شده است برای نمونه می‌توان به تفاوت در رنگ پوست انسان در سراسر کرهٔ زمین اشاره کرد.

## صدای خورشید
داده‌های ESA (آژانس فضایی اروپا) و رصدخانه خورشیدی و هلیوسفر ناسا (SOHO) حرکت پویا جو خورشید را برای بیش از ۲۰ سال ضبط کرده است. امروز، می‌توانیم حرکت خورشید - همه امواج، حلقه‌ها و فوران‌های آن - را با گوش‌های خودمان بشنویم.
داده‌های SOHO، که توسط آزمایشگاه فیزیک تجربی استانفورد استنادی گرفته شده است، لرزش‌های طبیعی خورشید را ضبط می‌کند و دانشمندان را نمایانگر مشخصی از حرکات پویای آن می‌داند.
ما راه‌های ساده ای برای نگاه کردن به خورشید نداریم. ما میکروسکوپی برای بزرگنمایی درون خورشید نداریم. " "بنابراین استفاده از یک ستاره یا ارتعاشات خورشید به ما امکان می‌دهد داخل آن را ببینیم."
این صداهای خورشیدی است که از ۴۰ روز از داده‌های خورشیدی و هلیوسفر رصدخانه (SOHO) میکلسون داپلر تصویر (MDI) تولید شده و توسط A. Kosovichev پردازش می‌شود. روشی که وی برای تولید این صداها به کار برد زیر بود. وی با داده‌های سرعت داپلر شروع به کار کرد، به‌طور متوسط بر روی دیسک خورشیدی، به طوری که فقط حالت‌هایی با درجه زاویه پایین (l = ۰، ۱، ۲) باقی می‌ماند. پردازش‌های بعدی جلوه‌های حرکت فضاپیما، تنظیم ابزار و برخی از نکات جالب را حذف کرد. سپس Kosovichev داده‌ها را در حدود ۳ مگاهرتز فیلتر کرد تا امواج صوتی تمیز (و نه ابرنواختی و نویزهای ابزاری) را انتخاب کند. سرانجام، او در مورد داده‌های مفقود شده میانجیگری کرد و داده‌ها را مقیاس زد (۴۲۴۲ سرعت داد تا آن را در محدوده شنیداری شنیداری انسان (کیلوهرتز) قرار دهد). برای فایل‌های صوتی بیشتر، به صفحه صداهای خورشیدی آزمایشگاه فیزیک تجربی استانفورد مراجعه کنید: اعتبارات: A. Kosovichev، آزمایشگاه فیزیک تجربی استانفورد
این ارتعاشات به دانشمندان این امکان را می‌دهد تا طیف وسیعی از حرکات پیچیده را در داخل خورشید مطالعه کنند، از شراره‌های خورشیدی گرفته تا بیرون زدگی جرم تاجی.
ما می‌توانیم رودهای عظیمی از مواد خورشیدی را مشاهده کنیم که در اطراف آن جریان دارد. سرانجام ما در حال درک لایه‌های خورشید و پیچیدگی هستیم. " وی گفت: "این صدای ساده در داخل یک ستاره یک کاوشگر در اختیار ما قرار می‌دهد. فکر می‌کنم این یک چیز بسیار جالب است. "
صداهای خورشید در مرکز بازدید کنندگان ناسا گودارد در گرینبلت، مریلند نمایش داده می‌شود. یک کارخانه هنری غوطه ور به نام Solarium، از تصاویر واضح و صوتی برای انتقال شنوندگان به قلب منظومه شمسی ما استفاده می‌کند.

## ویژگی‌های فیزیکی
1. قطر خورشید در حدود ۱٬۳۹۲٬۰۰۰ کیلومتر یا ۱۰۹ برابر قطر زمین است.
2. جرم خورشید ۳۳۳٬۰۰۰ برابر جرم زمین است (جرم زمین۶‎×۱۰۲۷) و مقدار جرمی که خورشید از دست می‌دهد در حدود ۴/۲ میلیون تن در ثانیه است.
3. وزن مخصوص خورشید ۴۱/۱ گرم بر سانتی‌متر مکعب است.
4. حجم خورشید۱٫۴‎×۱۰۳۳ سانتی‌متر مکعب که حدوداً معادل ۱٬۴۰۰٬۰۰۰ برابر حجم زمین است.
5. دمای مرکز خورشید ۱۵٬۰۰۰٬۰۰۰درجه کلوین است.
6. مدت چرخش وضعی: ۲۵ روز در استوا که درحوالی قطب‌ها به ۳۴ روز می‌رسد.
7. یک سال کهکشانی زمانی است که خورشید یک بار به دور کهکشان می‌چرخد و در حدود ۲۲۵ میلیون سال است.
8. قطر زاویه‌ای خورشید درآسمان ۳۲ دقیقه است. قدر ظاهری خورشید ۲۶٫۷۴- است.
9. خورشید در زمان پیدایش زمین (زمانی که زمین کاملاً به اعتدال رسیده بود و آب در زمین وجود داشت) ۵ برابر امروز قطر و بزرگی داشت.

در حدود ۹۹٪ وزن خورشید را گازهای هیدروژن(H2) و هلیوم (He) تشکیل داده‌اند، که از این مقدار نیز حدود ۷۰٪ هیدروژن۲۹٪ هلیوم و یک درصد مابقی، شامل سایر گازها می‌شود. در خورشید هر ثانیه ۵۰۰ میلیون تن هیدروژن طی فرایند همجوشی هسته‌ای به هلیوم تبدیل می‌شود که فقط حدود ۵٪ آن به شکل انرژِی از خورشید خارج می‌گردد. ازآن جایی که هم جوشی یک عمل گرماده است همجوشی‌های بیشمار خورشید و انرژی
گرمایی حاصل از آن به عنوان اشعه‌های خورشید در منظومهٔ شمسی پخش می‌شود که مقداری از آن به زمین می‌رسد این عمل نیز باعث طوفان‌های داغ و تحریک ابرهای اسید سولفوریک در زهره می‌گردد.

## در تاریخ

پرچم صفویه

خورشیدایزد یا خورشید پروردگار نگاه سپنت آمیز و پرستش خورشید بدستاویزی مردمان کهن و ورجاوندی خورشید بوده است برخ از مردمان خورشید را خدا و افرینشگر می‌پنداشتند. در دوره آشوریان، شَمَش خدای آفتاب آشوریان و بابلیان که در حماسه گیلگمش از آن یاد می‌شود. در یونان باستان، هلیوس در اساطیر یونانی، ایزد و نماد خورشید است. او همچنین حامی و نگهبان سوگندها و موهبت بینایی به‌شمار می‌رفت. او پسر تایتان هیپریون و تئا، برادر سلنه (ماه) و ائوس (سپیده‌دم) بود. در مسیحیت خورشید نمادی از عیسی مسیح و مریم مقدس است. خورشید، به عنوان منبع نور، حرارت و انرژی، نمایانگر تنویر، روشنایی، سر افرازی و تکریم معنوی بود. خورشید جزو نمادی پشت شیر در پرچم صفویه، بوده است. اینتی خورشید مقدس اینکاها بود و اینک نشان و الگوی ملی اینکاها محسوب می‌شود. خورشید مه نمادی ملی در کشورهای آرژانتین و اروگوئه است و در پرچم‌ها و نشان‌های ملی هر دو کشور جای دارد. در آفریقا مخک در اساطیر مردم گوانچه تنریف، خدای خورشید و مادر روشنایی بوده است.
خورشید خانم نقش‌مایه ایرانی که صورت خورشید را به صورت زنی تصویر می‌کند با ابروان پیوسته و موهای مشکی با فرق از وسط باز شده و گیس‌هایی به صورت هلال بر روی صورت آورده شده و لبانی کوچک.

## نگارخانه

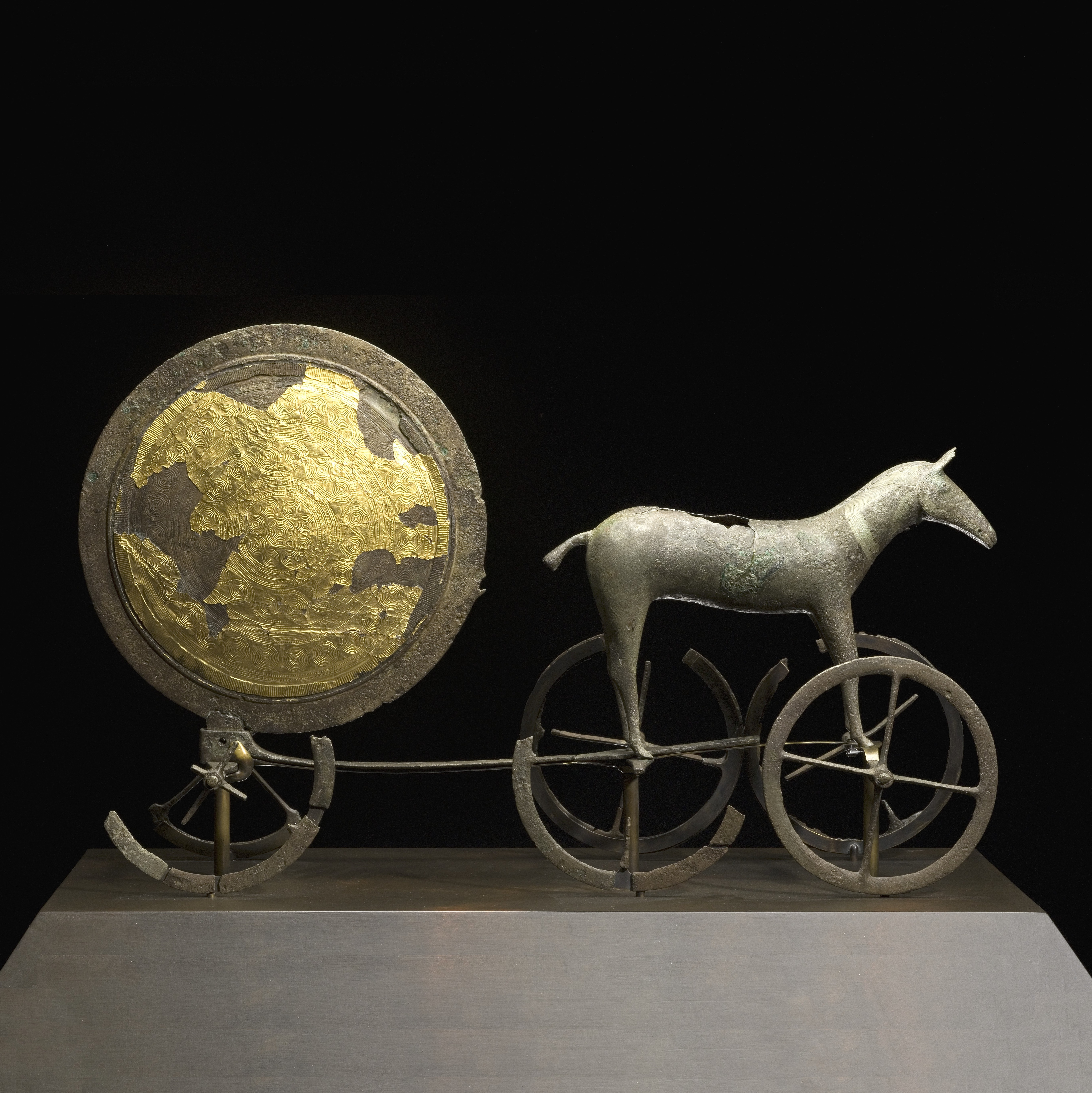
ارابه خورشید تروندهولم
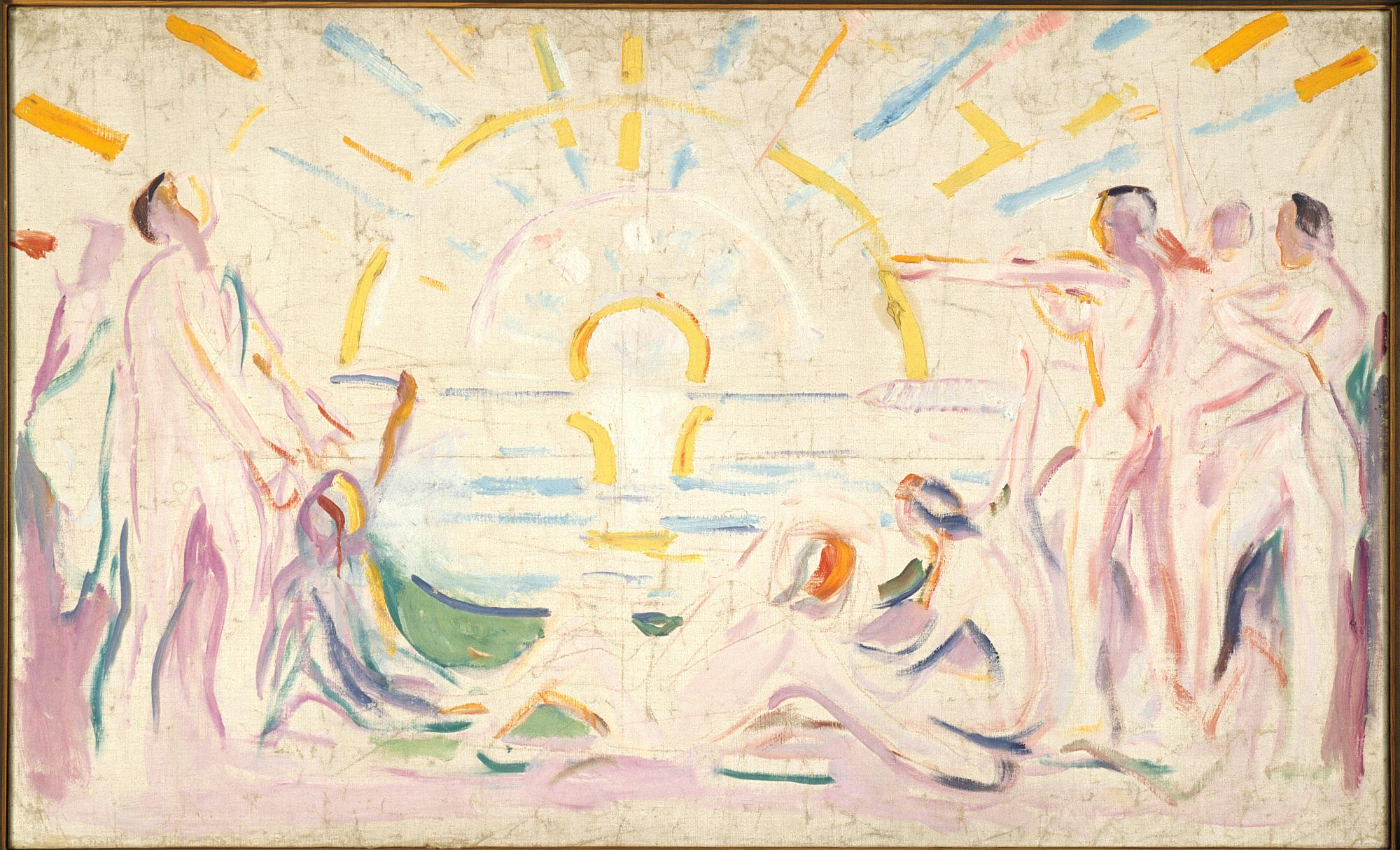
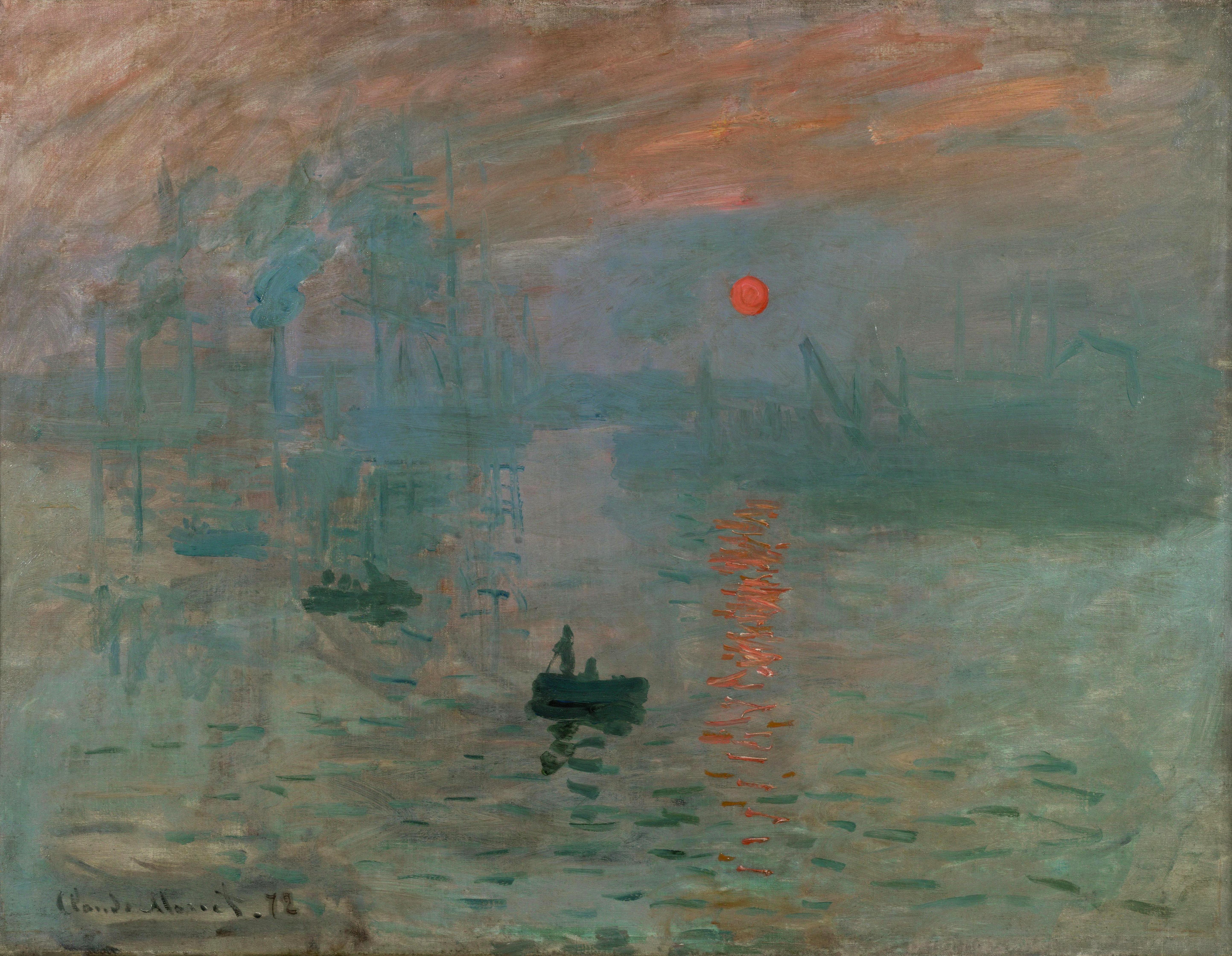
امپرسیون، طلوع آفتاب
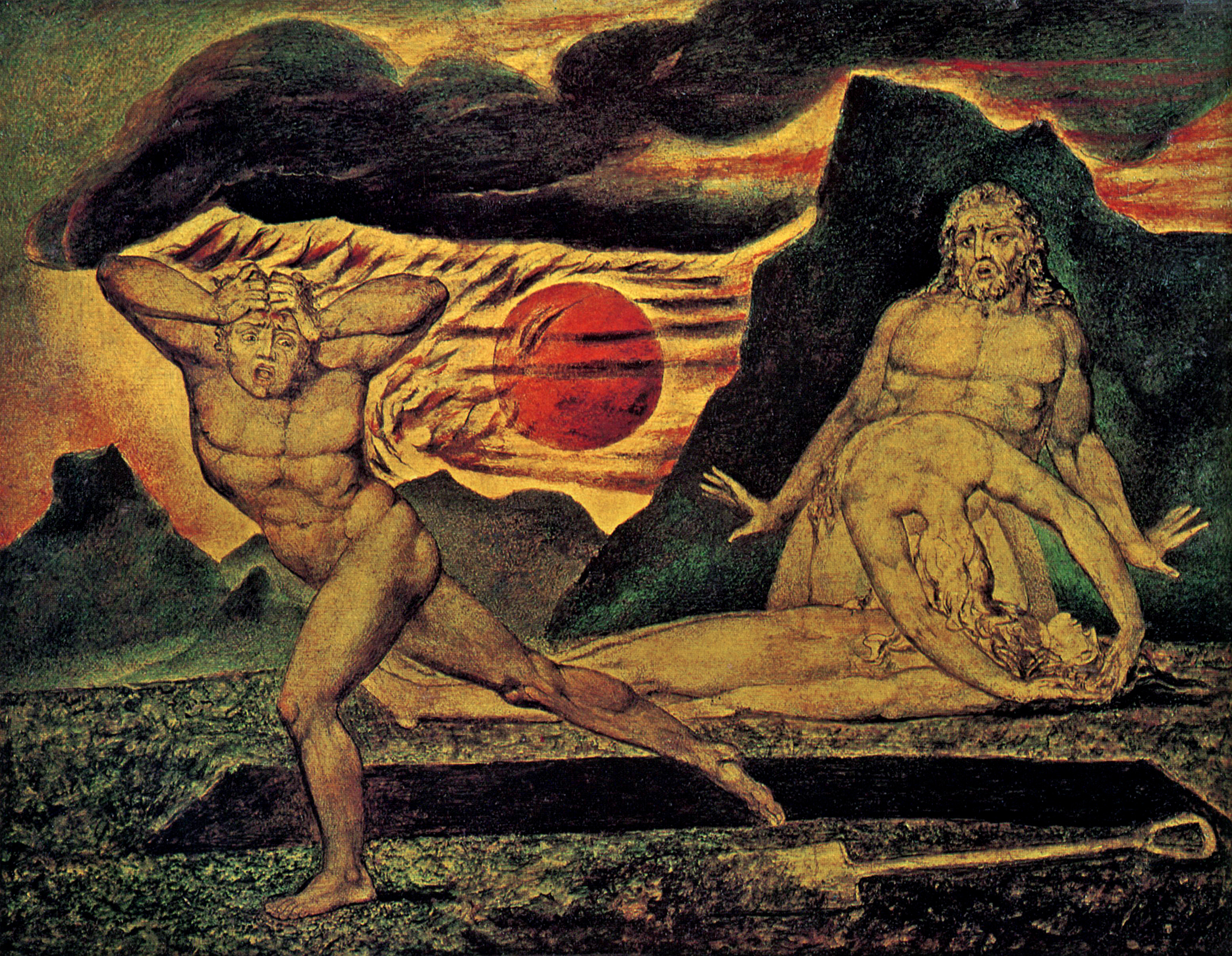
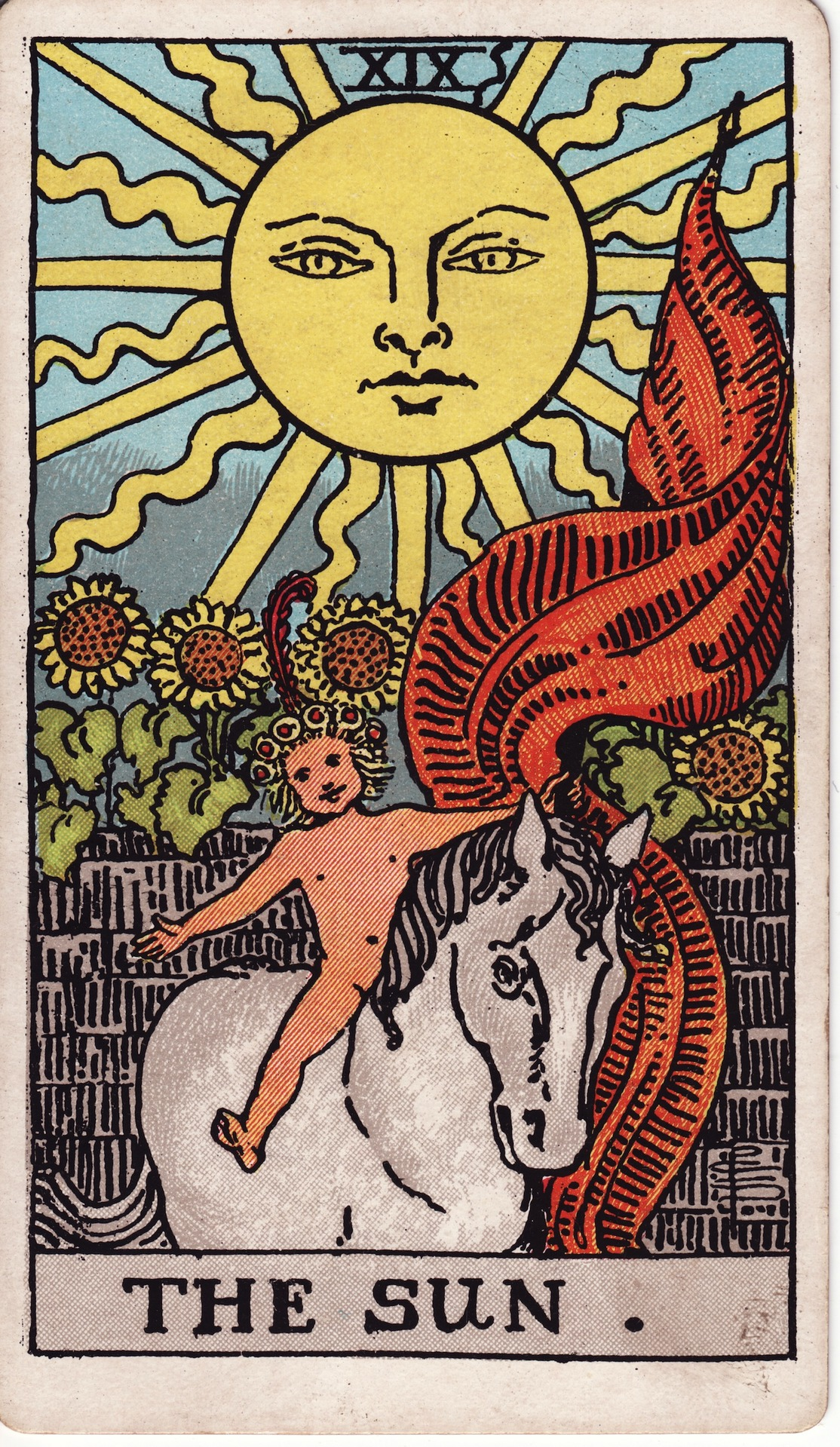
خورشید (کارت تاروت) از دسته کارت‌های تاروت رایدر-وایت
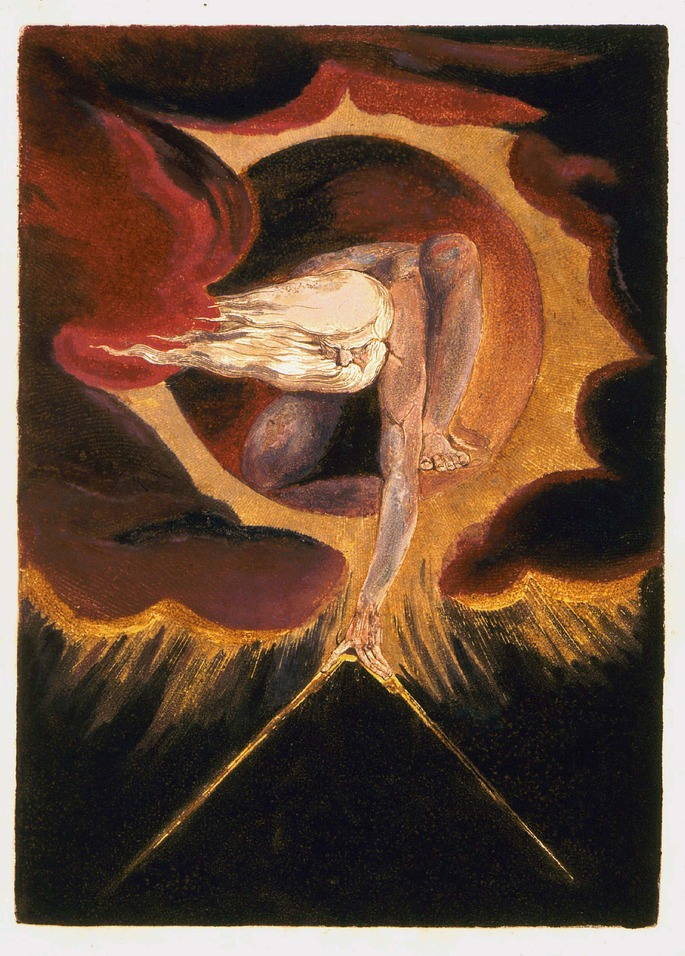